# Balassagyarmat
Balassagyarmat (szlovákul: Balážske Ďarmoty, németül: Jahrmarkt) város, Nógrád vármegye második legnépesebb települése, a Balassagyarmati járás székhelye és határátkelőhely Szlovákia felé az Ipoly folyó bal partján.
Balassagyarmat kedvező elhelyezkedése miatt a területe már a rézkorban is lakott. A honfoglalás során a későbbi település nevét adó Gyarmat törzs telepedett itt le, első ismert írásos említése 1244-ből származik. A török hódoltság idején várát lerombolták, a város elnéptelenedett. Több sikertelen kísérlet után 1690-ben telepítették újjá a települést. A 18. században fellendült Balassagyarmat ipara és kereskedelme, aminek köszönhetően 1770-ben a városba helyezték a vármegye székhelyét. Az első világháború után a város határában meghúzott demarkációs vonalat 1919-ben átlépte a Csehszlovák Légió, majd január 15-én megszállta Balassagyarmatot. A város lakosai és a környéken állomásozó magyar katonák Károlyi Mihály tiltásának ellenére január 29-én fegyveresen kiűzték a megszálló erőket. A polgárok hősies tettéért a város megkapta a „Civitas Fortissima” (A legbátrabb város) címet, és január 29-e lett a város ünnepnapja. Az 1950-es megyerendezés során Nógrád megye új székhelyéül Balassagyarmat helyett Salgótarjánt jelölték ki, a megyei tanács tényleges áthelyezésére 1952-ben került sor.
A 20. században Balassagyarmathoz csatolták Újkóvár, Patvarc és Ipolyszög falvakat, de Patvarc 1992-ben, Ipolyszög 2006-ban ismét önálló községgé alakult.
A város nevének utótagja a honfoglaló magyarok Gyarmat nevű törzsének megtelepedésére utal, az előtagját pedig a legfontosabb birtokosairól, a Balassa családról kapta a 15. században.

## Jelképek

### Címer
A címer alapja egy csücsköstalpú, álló pajzs, kék mezejében zöld talajon háromormos (tíz téglasorból álló) ezüstbástya áll. A talajt az Ipolyt jelképező hullámos ezüstpólya osztja két részre.
Külső dísze a pajzs felett jobbra fordult, nyitott sisak koronával, amely sisakdísze egy, a koronán álló, fejét jobbra fordító, kiterjesztett szárnyú ezüstsas.
A pajzs alatt elhelyezett aranyszalagon az Országgyűléstől kapott cím, a „CIVITAS FORTISSIMA * BALASSAGYARMAT” található antikva betűkkel.

### Zászló
A zászló alapja egy 2:1 arányú fekvő téglalap, amely ¼–½–¼ arányban ultramarinkék–fehér–ultramarinkék sávokra fel van osztva. A zászló mértani közepén helyezkedik el a címer oly módon, hogy a sas a derekától a felső kék sávban, a címerpajzs alsó része pedig a fehér sávban van. A címerpajzs alatt, felfele ívelő arany szalagon Albertus Medium betűtípussal a „CIVITAS FORTISSIMA * BALASSAGYARMAT” felirat olvasható.

## Fekvése és földrajza
Balassagyarmat Észak-Magyarországon, Nógrád vármegye északnyugati részén, a szlovák-magyar államhatár mentén, az Ipoly teraszos völgymedencéjében, a Középső-Ipoly-völgy kistáján, a folyó bal partján fekszik. Az egykoron a városhoz tartozó jobb parti rész ma a Szlovákiában fekvő Tótgyarmat (Slovenské Ďarmoty). Emberföldrajzi–néprajzi vonatkozásban a város a palóc nyelvjárás egyik kitüntetett helyén fekszik, a palóc kultúra számos emlékét őrzi. Földrajzi szempontból Balassagyarmat térsége fiatal, feltöltött süllyedékek láncolatából áll, amelyet délről a Terényi-dombság, délkeletről pedig a Szécsényi-dombság határol. Az elsősorban karbon kristályos palából álló alapkőzetre oligocén kori agyagmárga települt, amelyet a Balassagyarmat környékén uralkodó talajtípus, barnaföld fed. A terület vízrajzát az Ipoly uralja, völgytalpának jelentős állóvize a város mellett 8,5 hektáron elterülő Nyírjesi-tavak. A város nyugati bejáratánál terül el az Égerláp természetvédelmi terület. Keleten a Springa-domb található, ami évtizedekig mezőgazdasági művelésbe vont terület volt, 1992 óta azonban erdősítés folyik rajta. Nevét a helyi legjelentősebb birtokkal rendelkező birtokosról kapta.
Mérsékelten hűvös és száraz éghajlatát jellemző főbb adatokat az alábbi táblázat foglalja össze.
| Hónap | Jan. | Feb. | Már. | Ápr. | Máj. | Jún. | Júl. | Aug. | Szep. | Okt. | Nov. | Dec. | Év   |
| --- | ---- | ---- | ---- | ---- | ---- | ---- | ---- | ---- | ----- | ---- | ---- | ---- | ---- |
| Átlagos max. hőmérséklet (°C)                                                                                     | 2,0  | 4,0  | 10,0 | 18,0 | 23,0 | 26,0 | 28,0 | 27,0 | 22,0  | 16,0 | 9,0  | 2,0  | 15,6 |
| Átlagos min. hőmérséklet (°C)                                                                                     | −6,0 | −6,0 | −1,0 | 3,0  | 8,0  | 12,0 | 14,0 | 13,0 | 8,0   | 4,0  | 1,0  | −1,0 | 4,1  |
| Átl. csapadékmennyiség (mm)                                                                                       | 31   | 31   | 31   | 30   | 62   | 78   | 81   | 50   | 42    | 31   | 30   | 40   | 537  |
| Forrás: http://www.metnet.hu/?m=napi-adatok&sub=5&pid=8332&date=2011 http://www.foreca.com/Hungary/Balassagyarmat |      |      |      |      |      |      |      |      |       |      |      |      |      |

## Története
| Főbb közigazgatás-történeti adatok 1900 óta | Főbb közigazgatás-történeti adatok 1900 óta                                                    |
| ------------------------------------------- | ---------------------------------------------------------------------------------------------- |
| Rangja                                      |                                                                                                |
| 1923-ig                                     | nagyközség                                                                                     |
| 1923–1929                                   | rendezett tanácsú város                                                                        |
| 1929–1950                                   | megyei város                                                                                   |
| 1950–1954                                   | közvetlenül a járási tanács alá rendelt város                                                  |
| 1954–1971                                   | járási jogú város                                                                              |
| 1971 óta                                    | város                                                                                          |
| Hozzá tartozó települések                   |                                                                                                |
| 1926 óta                                    | Újkóvár                                                                                        |
| 1973–1992                                   | Patvarc                                                                                        |
| 1973–2006                                   | Ipolyszög                                                                                      |
| Területi beosztása                          |                                                                                                |
| 1923-ig                                     | Nógrád vármegye, Balassagyarmati járás                                                         |
| 1923–1938                                   | Nógrád és Hont k.e.e. vármegye                                                                 |
| 1938–1945                                   | Nógrád vármegye                                                                                |
| 1945–1950                                   | Nógrád-Hont vármegye                                                                           |
| 1950–1954                                   | Nógrád megye, Balassagyarmati járás                                                            |
| 1954–2022                                   | Nógrád megye                                                                                   |
| 1994–2014                                   | Nógrád megye, Balassagyarmati kistérség                                                        |
| 2013–2022                                   | Nógrád megye, Balassagyarmati járás                                                            |
| 2023–                                       | Nógrád vármegye, Balassagyarmati járás                                                         |
| Megyeszékhely                               |                                                                                                |
| 1923-ig                                     | Nógrád vármegye                                                                                |
| 1923–1938                                   | Nógrád és Hont k.e.e. vármegye                                                                 |
| 1938–1945                                   | Nógrád vármegye                                                                                |
| 1945–1950                                   | Nógrád-Hont vármegye                                                                           |
| 1950–1952                                   | Nógrád megye (átmenetileg, a megyei tanács végrehajtó bizottságának Salgótarjánba költözéséig) |
| Egyéb központi szerepköre                   |                                                                                                |
| 1983-ig                                     | Balassagyarmati járás székhelye                                                                |
| 1984–1990                                   | Balassagyarmati városkörnyék központja                                                         |
| 1994–2012                                   | Balassagyarmati kistérség központja                                                            |
| 2013 óta                                    | Balassagyarmati járás székhelye                                                                |

Balassagyarmat területének eddig ismert legrégebbi régészeti leletei a középső rézkorból származnak (badeni kultúra). A római korban (1–4. század) a kvádok telepedtek itt meg, s az Ipoly mentén vezető kereskedelmi utat alakítottak ki. A honfoglaló magyarok Gyarmat nevű törzsének megtelepedésére utal a név utótagja, előtagját pedig legfontosabb birtokosairól, a Balassa családról kapta a 15. században. Gyarmat az Ipoly folyó átkelőhelyét védte. Vára a tatárjárás után létesült őrhelyből fejlődött ki. Első ismert írásos említése 1244-ből származik. Mezővárosi jogot 1437-ben kapott.
A török 1552-től 1593-ig tartotta megszállva. A tizenöt éves háború elején, 1593 őszén Gyarmatról a török őrség megszökött és felgyújtotta a várat. A törököket végleg Forgách Ádám érsekújvári főkapitány felmentő serege űzte el a környékről 1648-ban. 1652-től Balassa Ferenc és Imre lettek a vár főkapitányai. 1663-ban vagy talán 1665-ben foglalták el ismét a törökök, akik ez alkalommal fel is robbantották. A település ezzel elveszítette jelentőségét. A hódoltsági harcok során a környék elnéptelenedett. A lakosság visszatelepítése csak a 17. század második felében kezdődött meg. Az ekkor épült várfal maradványa a Bástya utcában látható.
A török kiűzése után kedvező földrajzi fekvésének köszönhetően gyorsan benépesült: a felső-magyarországi bányavárosokat az Alföld településeivel összekötő kereskedelmi út csomópontján feküdt. Ennek hatására nagyszámú kereskedelemmel foglalkozó csoport, pl. szerbek, zsidók, németek telepedtek meg itt. Emléküket őrzi a ma is meglévő szerb templom, illetve a zsidó temető. Az itteni zsidóságból került ki Rózsavölgyi Márk, a verbunkos zene nagy alakja, a „csárdás atyja”, akinek nevét a helyi művészeti iskola őrzi.

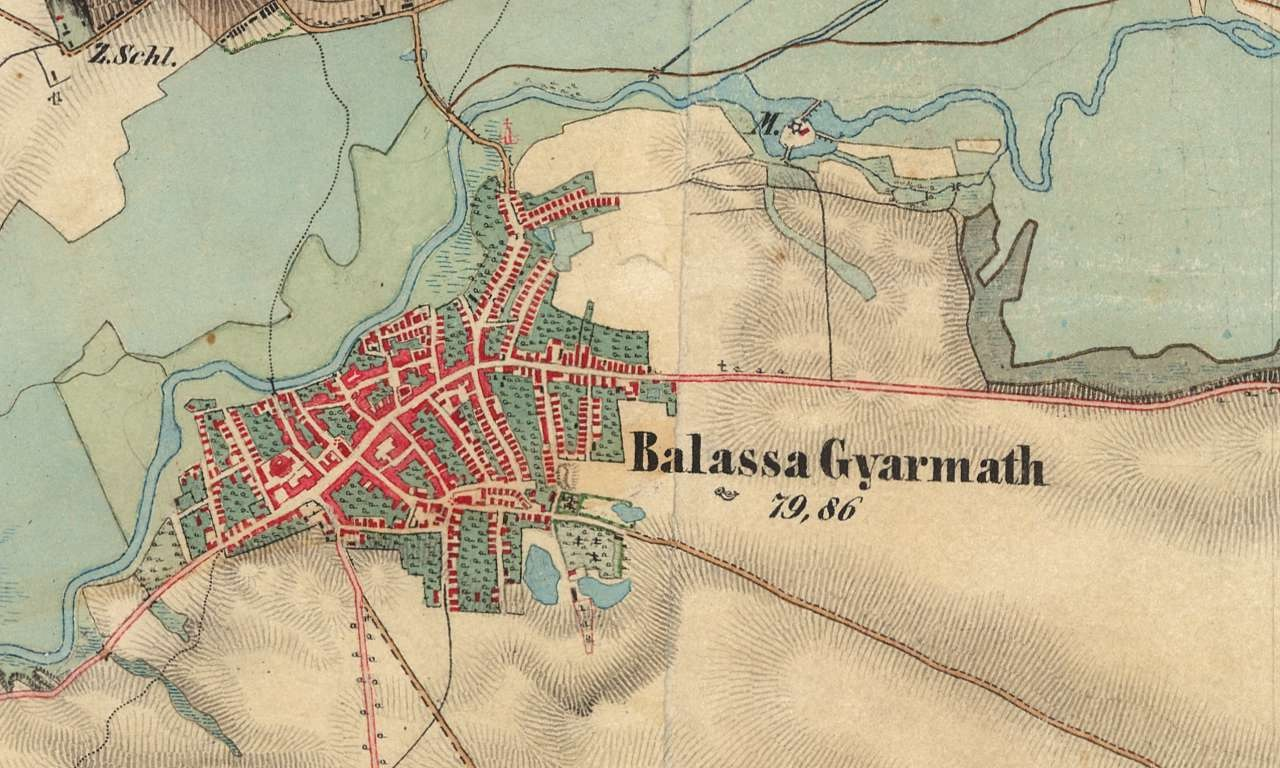
Balassagyarmat a 19. században, Magyarország második katonai felmérése

1683 után Nógrád vármegyének nem volt állandó székhelye, a vármegyegyűlésekre felváltva Szécsényben, Losoncban vagy Gácson került sor. 1790-ben Nógrád vármegye székhelyét a közgyűlés áthelyezte Balassagyarmatra, a megüresedett kaszárnyába, ami egy idő után szűkké vált, ezért a vármegye 1832-ben elrendelte az újjáépítését. Az új, ma is álló vármegyeházát 1835. október 19-én avatták föl. Balassagyarmat jelentős kereskedelmi csomópont volt végig a reformkorban, emiatt lakossága a reformkor végére 7529 főre duzzadt. 1845-ben épült a megyei börtön, mely a legrégibb ma is működő börtön Magyarországon. Petőfi Sándor kétszer is megfordult Balassagyarmaton felvidéki útjai során. Madách Imre vármegyei aljegyző volt 1842 és 1848 között, és itt tanított Komjáthy Jenő.
Az 1848-as forradalom idején a forradalmi közigazgatás szervét, a városi választmányt igen korán, 1848. március 25-én létrehozták. Ezen a napon került sor nemzetőrcsapatok toborzásának megkezdésére is.
A dualizmuskori Balassagyarmat előrehaladt a városiasodásban, de mivel a mezővárosi rangot az 1871. évi községi törvény megszüntette (1886-tól címként is megszűnt), a rendezett tanácsú városi ranghoz szükséges feltételek biztosítását és a többletadót pedig nem vállalta a település, ezért nagyközséggé alakult, és 1923-ig így működött.
Az Osztrák–Magyar Monarchia idején alakultak ki a település mai szerkezetének alapjai: a főutcán (ma: Rákóczi fejedelem útja) emelt középületek (megyei és járásbíróság, vármegyeháza stb.) mellett új telepszerű építkezések (Otthontelep, Tisztviselő- és Vasutas-telep) jöttek létre. Ekkor épült a Nógrád vármegyei Mária Valéria közkórház (ma Dr. Kenessey Albert Kórház-Rendelőintézet). Balassagyarmat arculatának kialakításában nagy szerepet játszott Wälder Gyula építész, későbbi műegyetemi tanár. A strandot Hajós Alfréd tervezte. A városi képtárat, illetve az Államrendőrségi és Csendőrségi Palota épületét Magos (Munk) Dezső, a város szülötte tervezte.
A dualizmus korának végén Balassagyarmat megyeszékhelyként elsősorban közigazgatási központ, kereskedő- és tisztviselőváros. Mikszáth Kálmán vármegyei hivatalnok volt itt 1871 és 1873 között.
A település az első világháború és az azt követő forradalmak idején fontos szerepet játszott. A 16. gyalogezredbe besorozott balassagyarmati és környékbeli katonák elsősorban az orosz frontra kerültek, különösen a mai Lengyelország területén harcoltak sokan közülük. Nekik állít emléket a 16-os honvéd szobra a Hősök terén.
1919. január 29-én a megszálló cseh helyőrséget bátor önkéntesekből álló fegyveresek (vasutasok, katonák, börtönőrök, ipari munkások) visszaszorították az Ipoly túlpartjára, ezt nevezi a helyi köznyelv csehkiverésnek. Az eseménynek emléktörvény állít emléket, mellyel a Civitas Fortissima (Legbátrabb Város) kitüntető elnevezést adományozták a városnak, 2009 novemberében pedig a helyi születésű Matúz Gábor filmet készített róla. A Tanácsköztársaság alatt a vörösök által véghez vitt atrocitások hatására írta meg az akkor Balassagyarmaton élő Tormay Cécile a Bujdosó könyv című művének egyes fejezeteit.

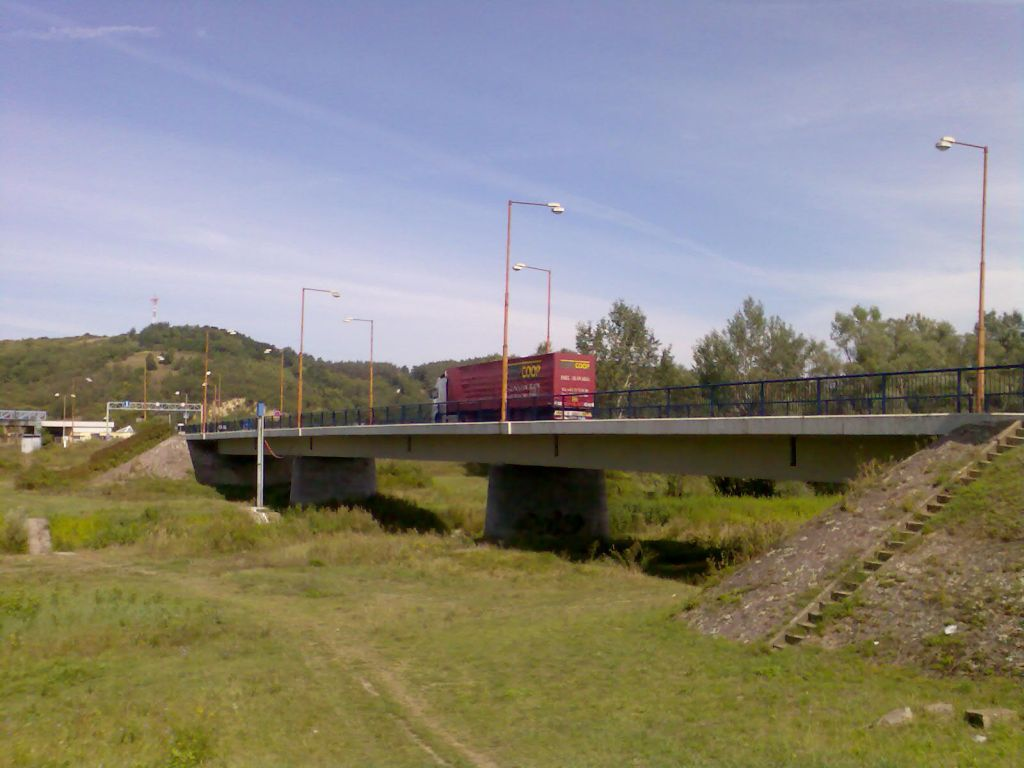
Az új Ipoly-híd

Balassagyarmat a trianoni békeszerződéssel határvárossá vált. Régi Ipoly-hídját fölrobbantották, csonkjai ma is láthatók, azóta új híd épült. A folyó folyásának megváltozása miatt az 1999. évi LXXX. tv-nyel módosítani kellett a határokról szóló szlovák–magyar államközi egyezményt, mivel az államhatár a meder közepén húzódik.
A település rangja 1923-ig nagyközség, 1923–1929 között rendezett tanácsú város, majd 1929–1950 között megyei város volt.
A két világháború között a városban töltötte gyermekkorát Tildy Zoltán, és itt élt egy ideig Szabó Lőrinc a Templom utca 10. szám alatt. 1926-ban idecsatolták a Kóvár Magyarországon maradt határrészéből alakult Újkóvár községet.
1945 februárjában Földosztó bizottság alakult, amely több mint 11000 családnak osztott földet.
1950-ben Salgótarján vette át a megyeszékhely szerepét, bár a megyei tanács Balassagyarmaton alakult meg és átmenetileg itt is működött 1952-ig, amíg az új székhelyen megteremtették a működési feltételeket. A megyeszékhely áthelyezésének szükségességével már a két világháború közötti közigazgatási földrajzi szakirodalom is foglalkozott, több reformjavaslat is tartalmazta, részletes számításokkal is alátámasztva. Az 1950-es megyerendezés során Nógrádtól Pest megyéhez csatolták az egykori Hont vármegye Magyarországon maradt községeinek nagy részét néhány Vác környéki településsel együtt, míg a megye délkeleti, Heves megyével közös határa a Zagyva folyó völgyéből a Mátra hegyeire került, így a megye földrajzi – és még inkább a népességi – súlypontja kelet felé tolódott. Egyes megyei szervek később is a régi helyükön maradtak, a megyei bíróság és ügyészség ma is itt működik. Balassagyarmat – Gyula városával együtt – azon 2 magyarországi város közé tartozik, ahol városi és megyei szintű bíróság is található, noha nem megyeszékhely.
Balassagyarmat rangja 1950 és 1954 között közvetlenül a járási tanács alá rendelt város, majd 1971-ig járási jogú város volt, azóta pedig város. Noha korábbi közigazgatási fontosságát elveszítette, kulturális ereje továbbra is nagy, amit a városban működő, a népességhez képest nagy számú és kapacitású oktatási intézmények biztosítanak.
1973-ban itt történt az egész országot megrázó túszdráma, melynek során két fiatalember, Pintye András és László az egyik leánykollégium (az Angolkisasszonyok egykori intézete) lakóit túszul ejtve megpróbált külföldre jutni (lásd: Balassagyarmati túszdráma).
1973-tól Balassagyarmathoz tartozott Patvarc és Ipolyszög, az előbbi azonban 1992-ben, az utóbbi pedig 2006-ban ismét önálló községgé alakult. A város 1994 óta a Balassagyarmati kistérség központja, tagja az Ipoly Eurorégiónak is.
2009 szeptemberében a helyi képviselő-testület – Sólyom Lászlót a komáromi hídon ért atrocitására válaszul – nemkívánatosnak nyilvánította a városon áthaladó Robert Fico szlovák kormányfőt. A hazai sajtóban botrányt kavart, hogy Fico ezt követően géppisztolyos őrök kíséretében hajtott át a városon. A 2011. január 31-én aláírt szlovák–magyar államközi szerződés értelmében a szlovák–magyar gázvezeték Balassagyarmatnál lépi át az államhatárt.
2012 augusztusában a Jobbik tüntetést szervezett a városban működő idegenszálló ellen. Ugyancsak 2012-től Balassagyarmat a Balassagyarmati járás járásközpontja lett. 2013-ban több sikeres pályázat után Balassagyarmat több mint 1,1 milliárd forintot nyert a város rehabilitációjára, melynek során megújult az Óváros tér és a főtér.
Az 1919-es felkelés százéves évfordulójára az önkormányzat jubileumi emlékévet rendezett, mely 2020. június 4-éig, a trianoni békeszerződés évfordulójáig tartott.

## Népesség
Az alábbi táblázatok Balassagyarmat nemzetiségi és vallási megoszlását mutatja, a 2022-es adatok alapján:

### A balassagyarmati zsidóság

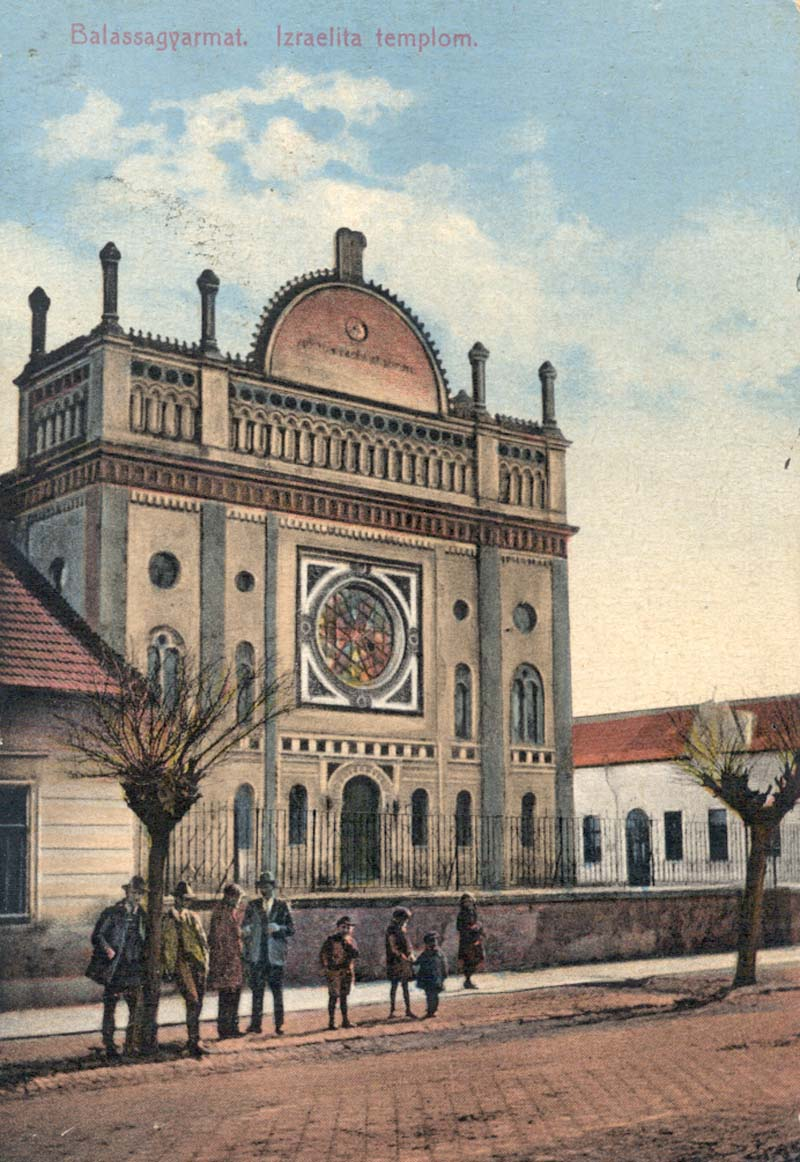
A balassagyarmati zsinagóga egy képeslapon

A zsidók jelenléte mintegy hat évszázadra tekint vissza a városban, közösségük az egyik legjelentősebb volt az országban a 18. század óta. Kezdetben főleg kereskedelemmel foglalkoztak, ennek a város életében kiemelkedő jelentőségével függ össze, hogy a 19. század közepén a népesség közel 40%-a volt izraelita vallású. A kiegyezés utáni emancipációs törvény (1868) hatására a megyeszékhely szerteágazó életének minden területén megjelentek a közösség tagjai.
Több kisebb és korábbi mellett 1868-ban építették fel a nagy zsinagógát, mely az egyik legnagyobb és legdíszesebb ortodox zsinagóga volt az országban, mintegy négyezer hívőt volt képes befogadni.
A második világháború végén a nagy zsinagógában és közvetlen környékén jelölték ki a gettót, ahonnan a város és a környék zsidóságát deportálták. Balassagyarmat akkor mintegy 2000 fős, a lakosság egyhatodát kitevő zsidó közösségéből mindössze 136-an tértek vissza. A visszavonuló németek a zsinagógát felrobbantották, kiégett romjai hosszú évtizedekig álltak még. Ma piactér található a helyén.

## Közlekedés

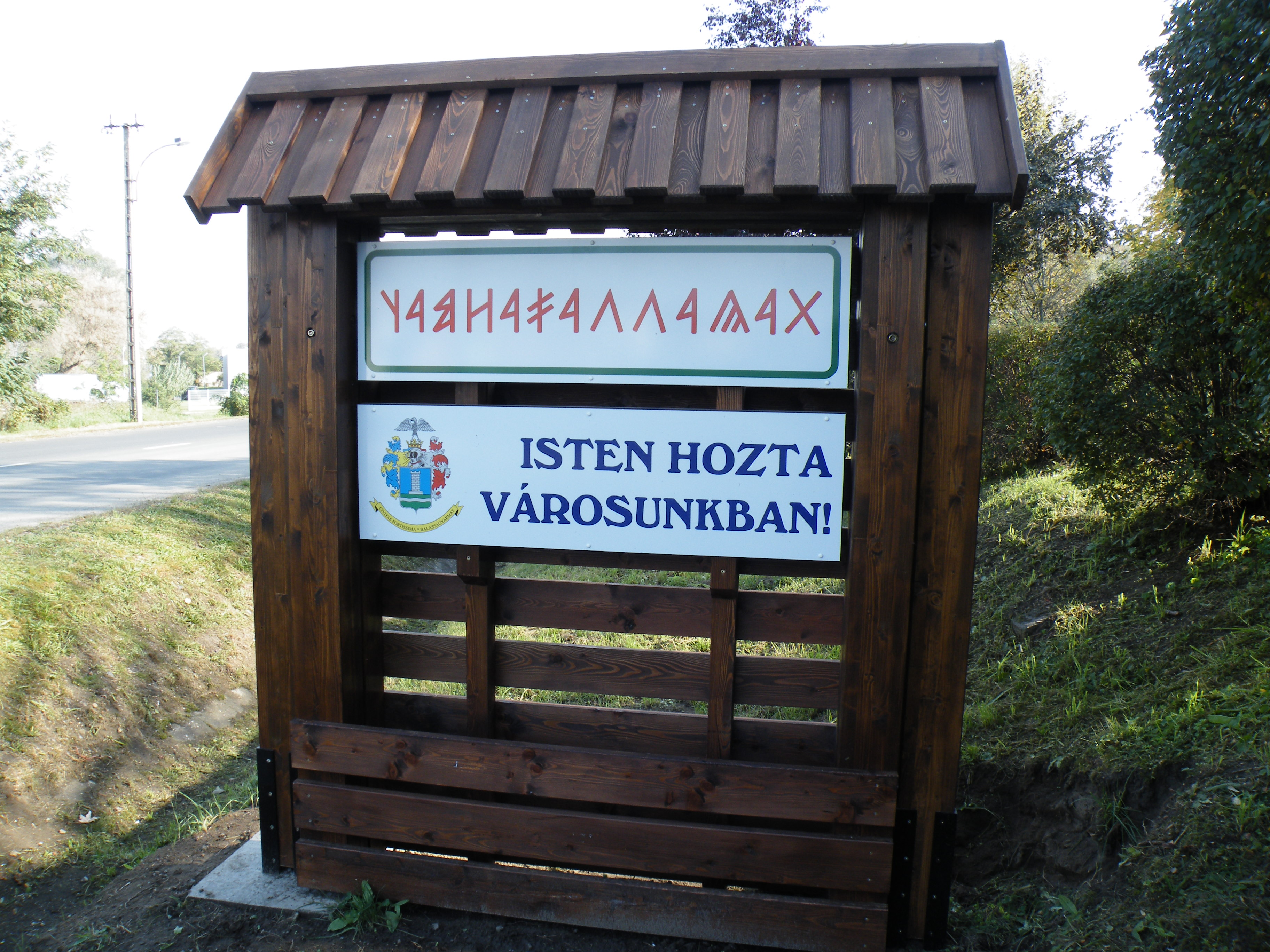
Üdvözlőtábla Balassagyarmaton

### Megközelíthetősége

#### Közúton
Autóval a főváros felől az M2-es autóúton, majd a 2-es számú főúton, Rétság után a 22-es számú főútra térve, Salgótarján irányában továbbhaladva, kényelmes tempót választva másfél óra alatt elérhető a város. Budapesttől való távolsága 80 kilométer, Salgótarjántól és Váctól egyaránt 45 kilométer távolságra fekszik.
A környező kisebb települések közül Aszóddal a 2108-as, Patvarccal és Csitárral a 2119-es út, Csesztvével pedig a 21 128-as számú mellékút köti össze. Itt húzódik még a 222-es főút, mely csak a belterületének északi szélétől vezet az itteni határátkelőhelyig.
| Balassagyarmat megközelíthetőségei | Balassagyarmat megközelíthetőségei | Balassagyarmat megközelíthetőségei | Balassagyarmat megközelíthetőségei |
| Út                                 | Útvonal                            | Km                                 | Idő                                |
| ---------------------------------- | ---------------------------------- | ---------------------------------- | ---------------------------------- |
| Budapest – Balassagyarmat          | Budapest – Balassagyarmat          | 86,6                               | 1 óra 15 perc                      |
| Budapest – Vác – Balassagyarmat    | Budapest – Vác – Balassagyarmat    | 80,7                               | 1 óra 26 perc                      |
| Vác – Balassagyarmat               | Vác – Balassagyarmat               | 47,8                               | 46 perc                            |
| Salgótarján – Balassagyarmat       | Salgótarján – Balassagyarmat       | 48,1                               | 50 perc                            |
| Zólyom – Balassagyarmat            | Zólyom – Balassagyarmat            | 74,2                               | 1 óra 16 perc                      |

#### Vasúton
Vonattal a MÁV 78-as számú Aszód–Balassagyarmat–Ipolytarnóc és a 75-ös számú Vác–Diósjenő–Drégelypalánk–Balassagyarmat vonalain közelíthető meg. A vasútállomás az előbbi vonalon Szügy és Őrhalom között, az utóbbi vonalon Ipolyszög után található. A 75-ös számú vonal a Börzsöny lábánál, és az Ipoly mellett vezet, hazánk egyik legszebb vasútvonala.

### Tömegközlekedés
A megyében Balassagyarmaton indult meg legelőször, 1932-ben helyi buszjárat, amit a MAVART közlekedtetett a Nagyliget és a kórház között. 2019. október 1-jétől a város helyi és helyközi tömegközlekedéséért a Volánbusz felel. Balassagyarmatról óránként indul busz Budapestre (Újpest-Városkapu) és Salgótarjánba, kétóránként Vácra. Az autóbuszvonalakon főként Alfa Busz, Credo és Volvo járművek közlekednek.

### Kerékpáros közlekedés

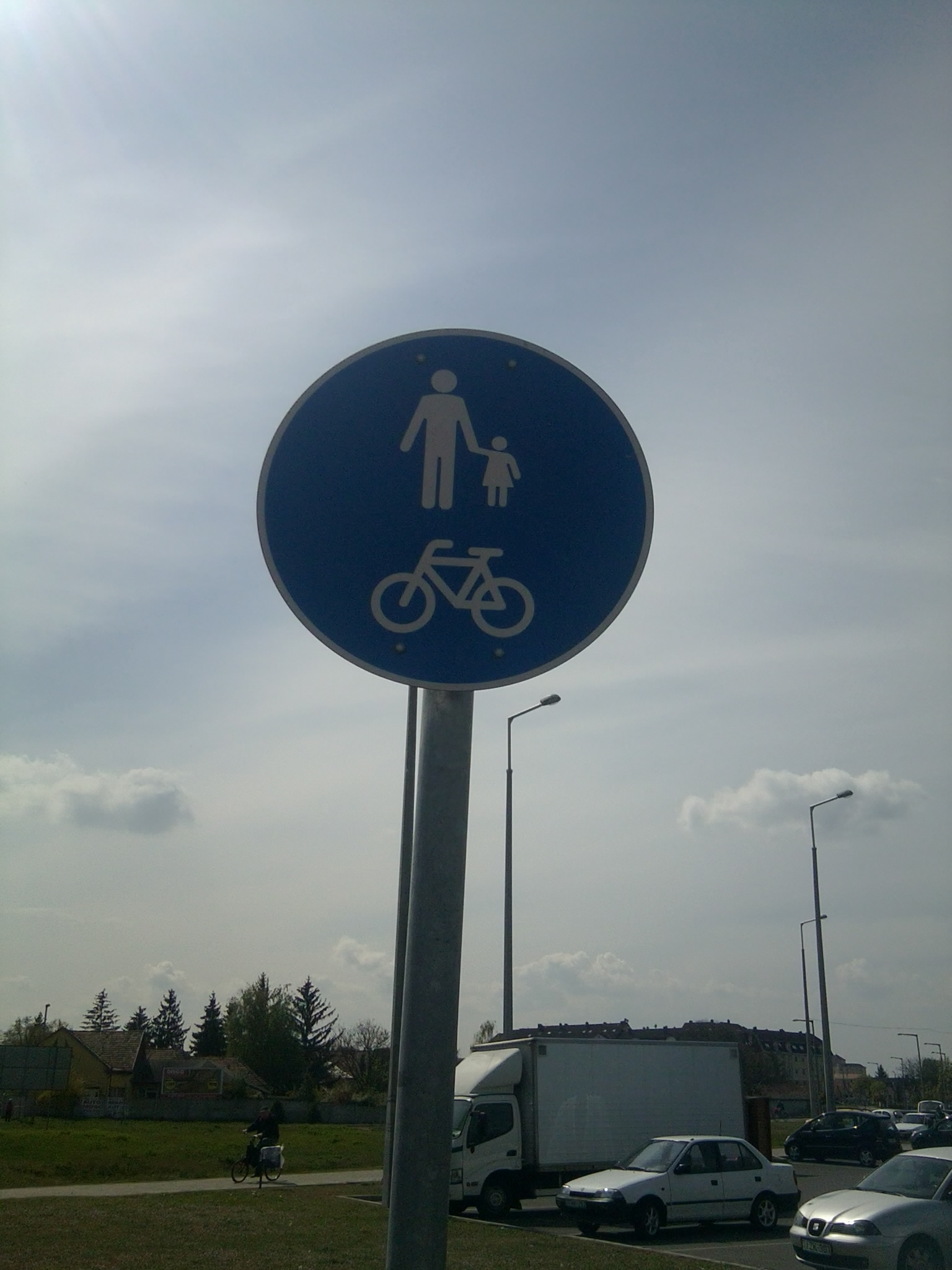
Megosztott kerékpárút a város szélén

Balassagyarmaton jelentős a kerékpáros közlekedés és a kerékpáros kultúra. A város első kerékpáros útját, egy körülbelül 150 méteres gyalogos- és kerékpárutat 2004-ben építették a város északi határában a 22-es főút elkerülőjével egy időben.
A hálózat építését csak 2021-ben két új kerékpárút építésével folytatták. A hosszabb, 4,08 km hosszú szügyi kerékpárúttól folytatódik, hosszasan követi a 2108-as összekötő utat, keresztezi a vasutat, majd eléri a belváros szélét és az autóbusz-állomást. A másik, 1,01 km hosszú kerékpárút a Madách ligetnél épített új körforgalomból indul, részben a 22-es főút mentén, részben a városi strand sétányának nyomvonalán halad a nyugati ipari parkig.
További kerékpárutak építése szerepel a „Zöld csiga” elnevezésű projektben. Az elkészült két kerékpárutat tervezik összekötni az Ipoly-parti sport- és szabadidőcentrum érintésével, valamint a kórház bekötését is a hálózatba. Emellett ugyancsak kerékpárúttal kötnék össze a város belterületét és Nyírjest a meglévő földutak felhasználásával.

## Városrészei

### Belterületek

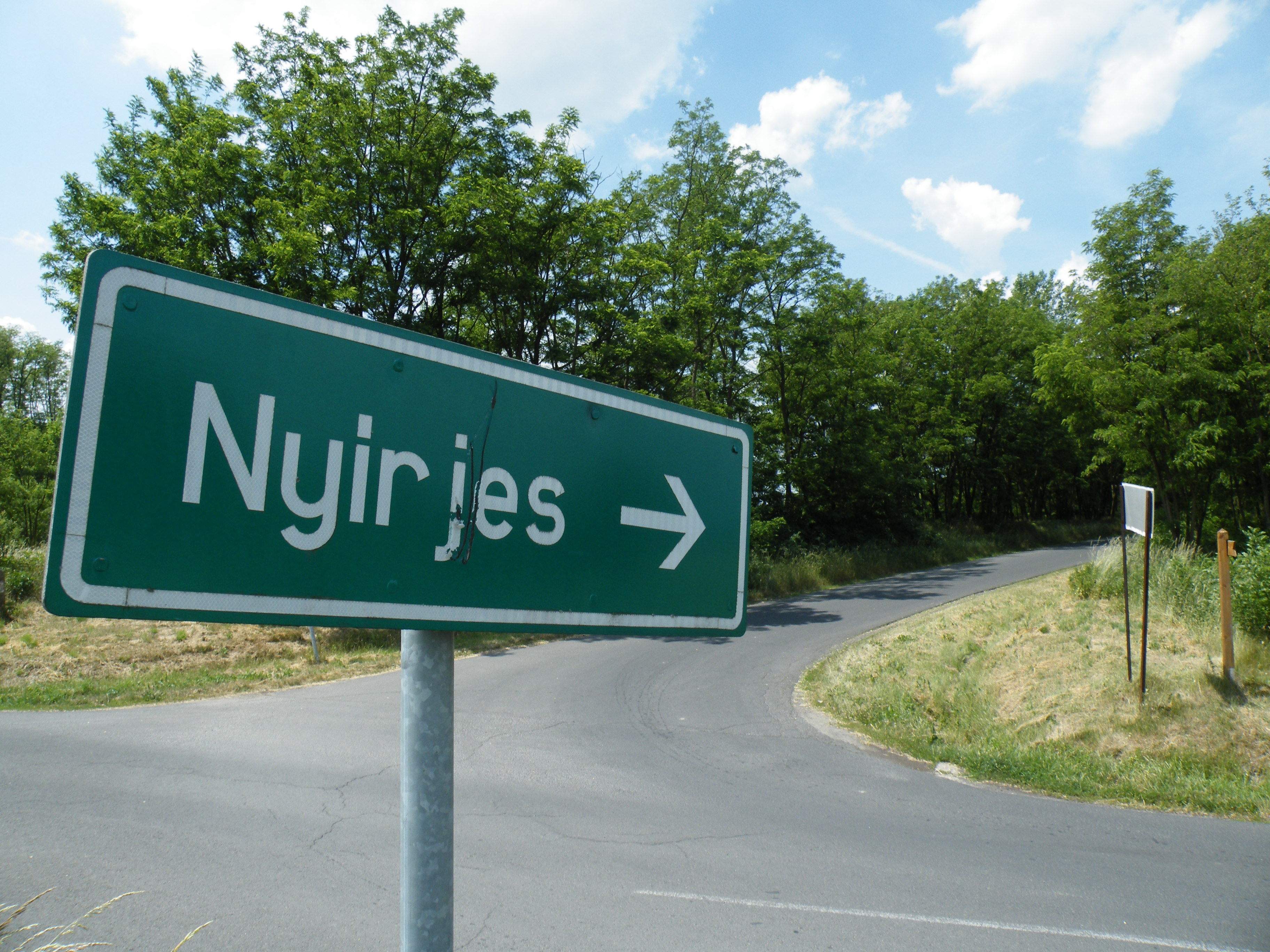
Nyírjesi elágazás

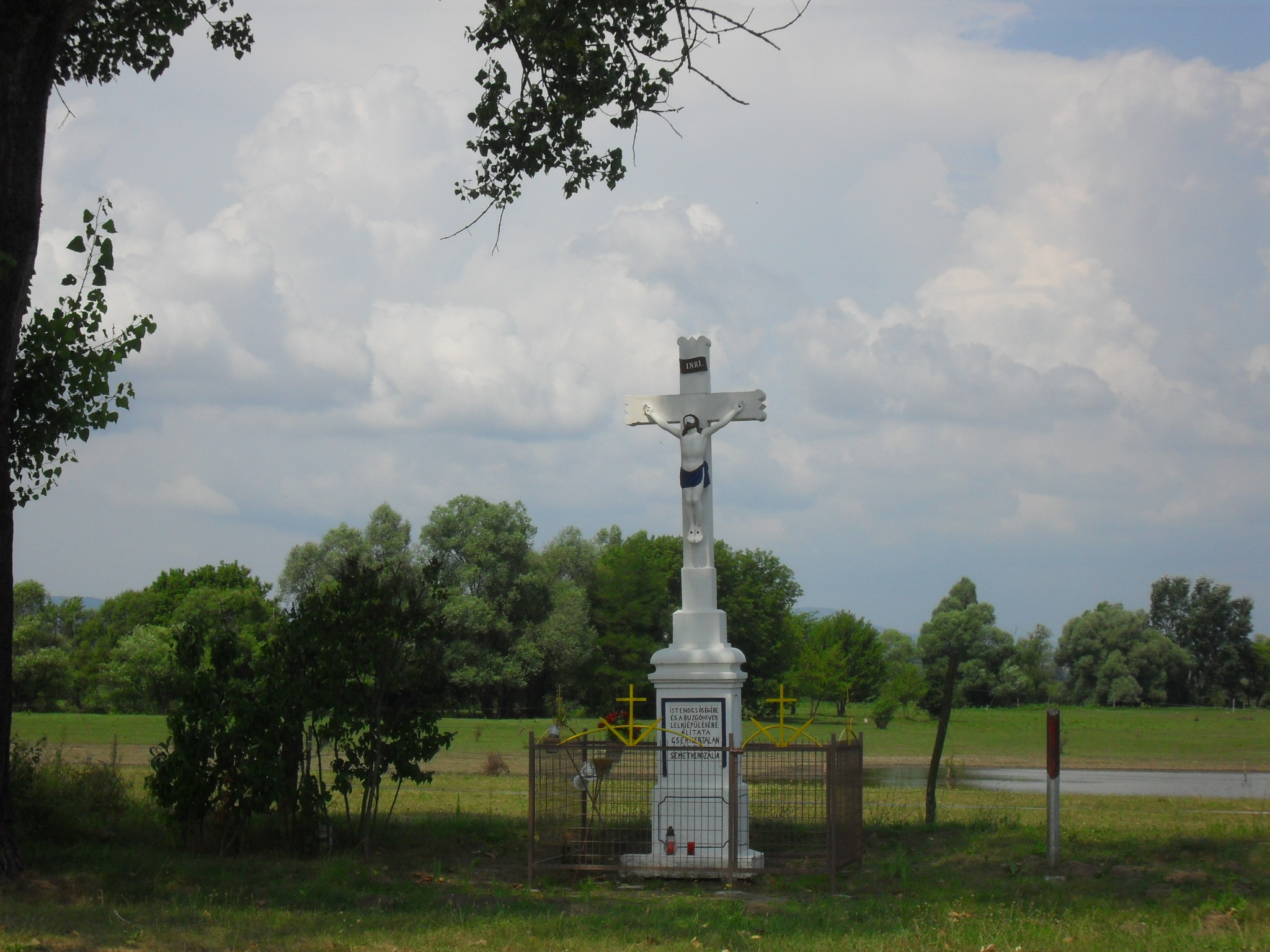
Újkóvári feszület

Nyírjes
Balassagyarmat déli területének, a tavak melletti fenyves, égeres része. Elnevezése a terület nyírfaerdejéből származik.
Újkóvár
Kóvár községet a trianoni békeszerződés az Ipoly folyó mentén kettéválasztotta, a Magyarországon maradt terület 1922-ben Újkóvár néven községgé alakult, majd 1926-ban Balassagyarmathoz csatolták.

### Külterületek
Homokiszőlők
A város délnyugati részén elterülő homokdombokra épített szőlőterület, amely máig lakott. Nevét a tótgyarmati szőlőhegyektől való megkülönböztetésként kapta.
Nyírjespuszta
Balassagyarmattól délre, a Nyírjestől keletre eső egykori tanya területe.
OFB-földek
Az első világháború után az Országos Földbirtokrendező Bíróság (OFB) által Nyírjespuszta és Galbapuszta között kiosztott földterületek összefoglaló neve.
Szobokpuszta
A várostól délnyugatra eső régi település, mely helyén 1156-ban egy Scobuc nevű település állt, amely a 16. században elpusztult. A városi tanács 1947-ben „Szabadpusztá”-vá nevezte volna át, de a minisztérium ezt 1949-ben nem engedélyezte.

## Politika

### Országgyűlés
Balassagyarmat a Nógrád vármegyei 2. sz. választókerület központja, a várost és a választókerületet a 2018-as országgyűlési választások óta Balla Mihály (Fidesz–KDNP) képviseli az Országgyűlésben.

### Városvezetés

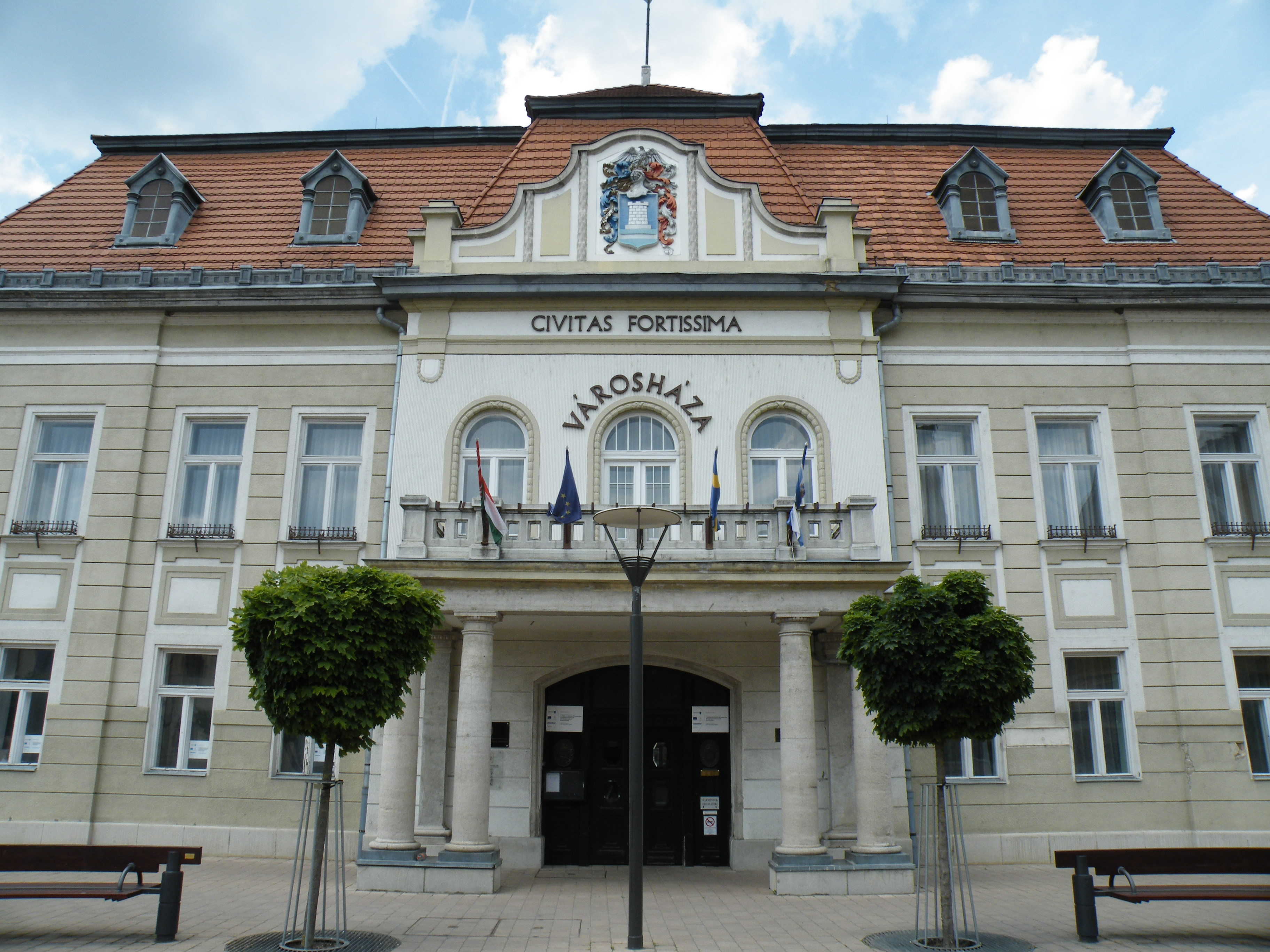
A balassagyarmati városháza

A város polgármestere 2019 óta Csach Gábor (Fidesz–KDNP)
- Alpolgármester: Huszár Péter[42]
- Jegyző: Dr. Varga Andrea[3]

### A képviselő-testület összetétele
2019-ben 12 tagú képviselő-testületet választottak Balassagyarmaton, melynek elnöke a város lakói által közvetlenül választott polgármester. Nyolcan az egyéni választókerületekből, hárman pedig kompenzációs listáról kerültek a testületbe. A választás eredményeként a Fidesz-KDNP szövetségnek 6, a SZAB-nak pedig 5 jelöltje került a képviselő-testületbe.
|  |  |  |  |

|  |  |

| Az önkormányzat képviselő-testületének tagjai (2019–2024)                                                                 | Az önkormányzat képviselő-testületének tagjai (2019–2024)                                  | Az önkormányzat képviselő-testületének tagjai (2019–2024) | Az önkormányzat képviselő-testületének tagjai (2019–2024) |
| --- | ------------------------------------------------------------------------------------------ | --------------------------------------------------------- | --------------------------------------------------------- |
| Csach Gábor polgármester (Fidesz–KDNP)                                                                                    |                                                                                            |                                                           |                                                           |
| Fidesz–KDNP (6 fő, 54,6%)                                                                                                 | SZAB (5 fő, 45,4%)                                                                         |                                                           |                                                           |
| - Huszár Péter - Bárányné dr. Balázs Mária - Dr. Szabó Géza - Münzberg Gusztáv - Reznicsek Ferenc Pálné - Frankó Viktória | - Lombos István Pál - Hajnal Sándor Mátyás - Győri János - Gyenes Szilárd - Szedlák Sándor |                                                           |                                                           |

### Polgármesterek
| Név                  | Önkormányzati ciklusok | Jelölő szervezet / Forrás       |
| -------------------- | ---------------------- | ------------------------------- |
| Dr. Németh György    | 1990–1994              | SZDSZ                           |
| Juhász Péter         | 1994–1998              | Fidesz-FKgP-KDNP-MDF            |
| Juhász Péter         | 1998–2002              | Fidesz–FKgP–MDF–MDNP–KDNP–MKDSZ |
| Lombos István Pál    | 2002–2006              | MSZP–MSZDP                      |
| Medvácz Lajos Ferenc | 2006–2010              | Fidesz–KDNP–MDF                 |
| Medvácz Lajos Ferenc | 2010–2014              | Fidesz–KDNP                     |
| Medvácz Lajos Ferenc | 2014–2019              | Fidesz–KDNP                     |
| Csach Gábor          | 2019–2024              | Fidesz–KDNP                     |
| Csach Gábor          | 2024–                  | Fidesz-KDNP                     |

## Gazdaság

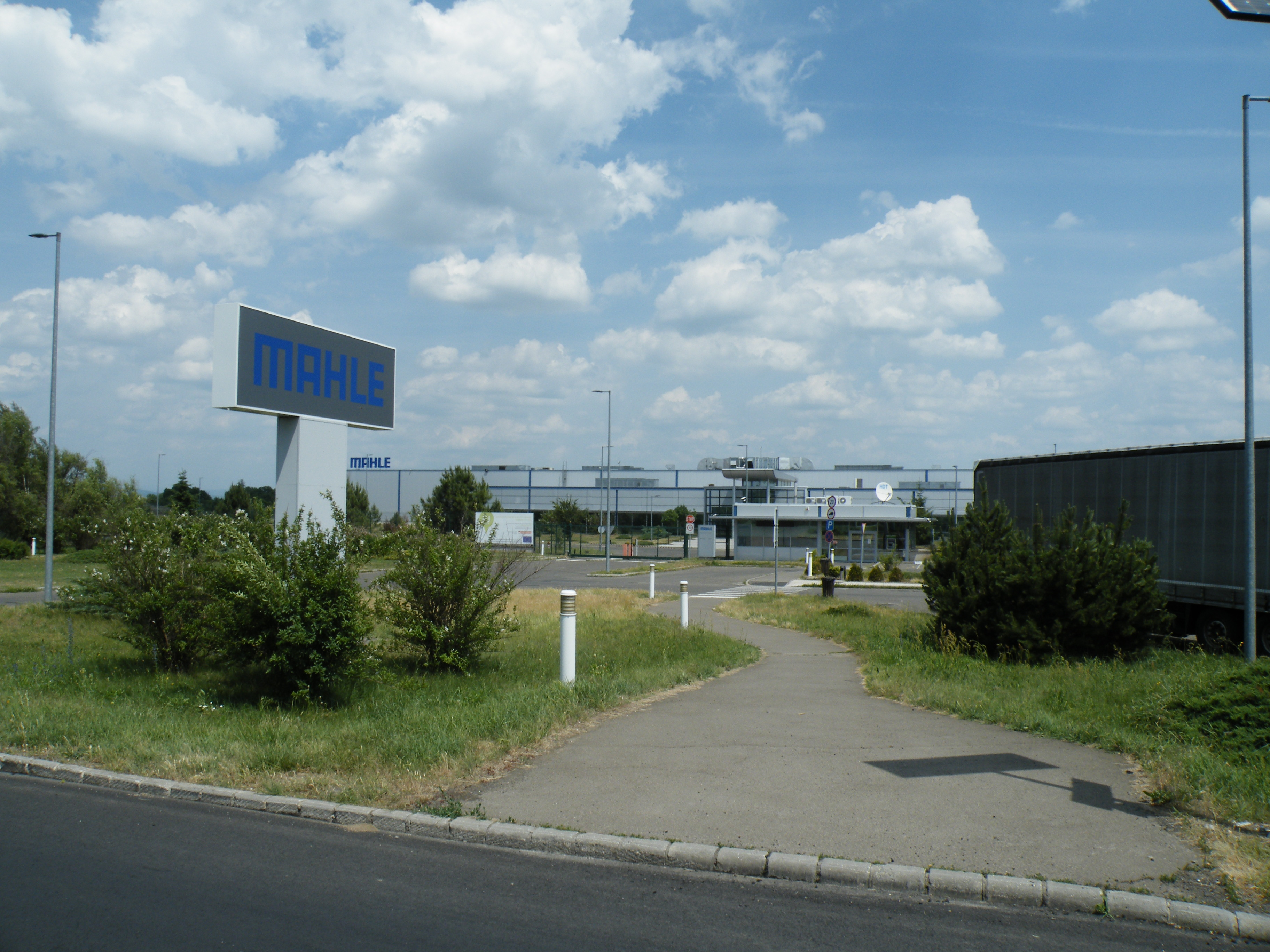
MAHLE kompresszorgyár a város szélén

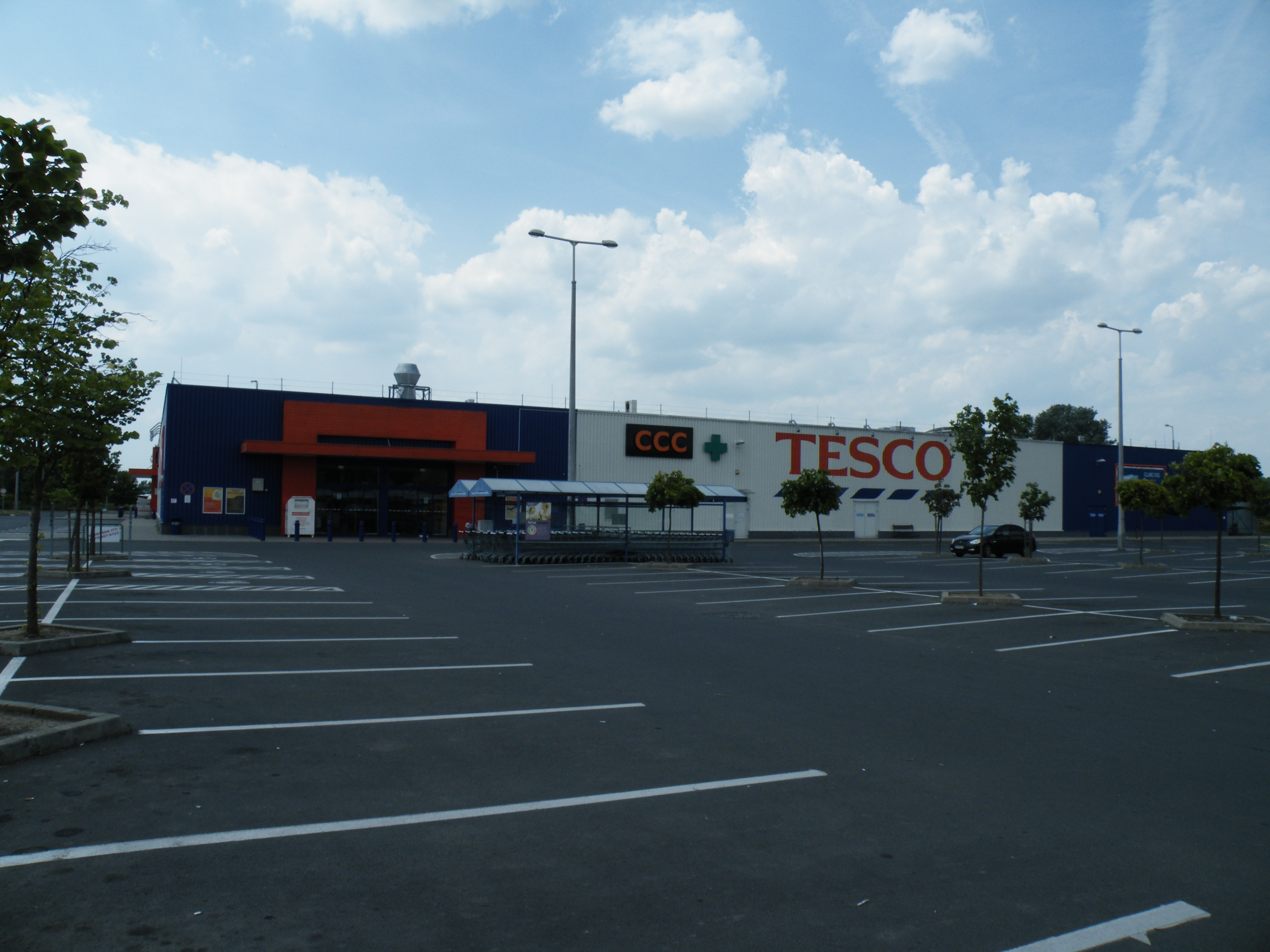
Tesco hipermarket a határ közelében

Balassagyarmat gazdasága a 19. század végéig, 20. század elejéig nyúlik vissza, amikor több beruházás mellett 1874-ben és 1890-ben egy-egy gőzmalom, 1912-ben egy közvágóhíd épült a város nyugati határában. A század végén a nagy számú magán- és középítkezések fellendítették az építőipart, ezzel sorra létesültek a téglagyárak az Ipoly mentén. Később az első, majd a második világháború miatt nem került sor további fejlesztésekre, amin tovább rontott, hogy 1950-ben a megyeszékhely Salgótarjánba került, és ott is kezdték el a nehézipar nagymértékű fejlesztését, míg Balassagyarmat a háttérbe szorult. A helyzet a 60-as években enyhült, Lombos Márton tanácselnök közbenjárásával a központi döntéshozók kilátásba helyezték Balassagyarmat iparosodott középvárossá fejlesztését. A nyugati ipartelepen sorra épült meg a kábelgyár, fémipari vállalat, bútorgyár, nyomda, illetve a vágóhíd új épülete, valamint 1971-ben nyitotta meg a Budapesti Finomkötöttárugyár az üzemét a vármegyeháza nagytermében. Rendszerváltás után a nagyüzemek közül a fémipari vállalat, a bútorgyár, a vágóhíd és a finomkötöttárugyár bezárt, a kábelgyár karcsúsítva működik továbbra is.
Napjainkban Balassagyarmat legmeghatározóbb vállalatai az erősáramú kábeleket gyártó Prysmian Kábelgyár, az egyedi gyártósorokat gyártó Delta-Tech Mérnöki Iroda, elektromechanikus alkatrészeket gyártó Bremas Hungary és a kompresszorokat gyártó MAHLE Compressors Hungary, amely a megye legnagyobb munkáltatója.
A lakosság igényeit 7 országos: Tesco, Aldi, SPAR, Lidl, Penny Market, Coop áruház és pár magán bolt szolgálja ki. Korábban a városban található volt Plus áruház és pár CBA üzlet is, de az előző átalakult Spárrá a régebbi áruháztól pár száz méterre, majd kis idővel meg is szűnt (egykori épületében sokáig kínai üzlet működött, 2023. március 9. óta az ALDI üzletlánc boltja üzemel). Az utóbbi üzletek tulajdonosa a salgótarjáni székhelyű Palóc Nagykereskedelmi Kft. volt, ami 2017-ben csődbe ment, így eltűntek a CBA boltok Balassagyarmatról.
Turisztikai beruházások a 2010-es években kaptak szárnyra. A belvárosban felújításra került a képtár, a szabadtéri színpad, a főteret csökkentett autós forgalmú sétálóutcává alakították és a Civitas Fortissima Kiállítóhely múzeummá bővült. Ezek mellett a város üdülőterületén, a Nyírjesben is történtek, illetve történni fognak turisztikai beruházások. 2012-ben a Nyírjesi Füvészkert és Vadaspark, majd várhatóan 2017-től erdei kilátót, kerékpáros pihenőt, csónakházat is készítenek, valamint elkezdhetik egy szabad strand kialakítását is.

## Oktatás

### Óvodák
Balassagyarmaton öt, 2007-ben összevont, önkormányzati tulajdonú óvoda működik.
- Központi Óvoda
- Cseperedő Tagóvoda
- Játékvár Tagóvoda
- Nyitnikék Tagóvoda
- Meseerdő Tagóvoda

### Iskolák

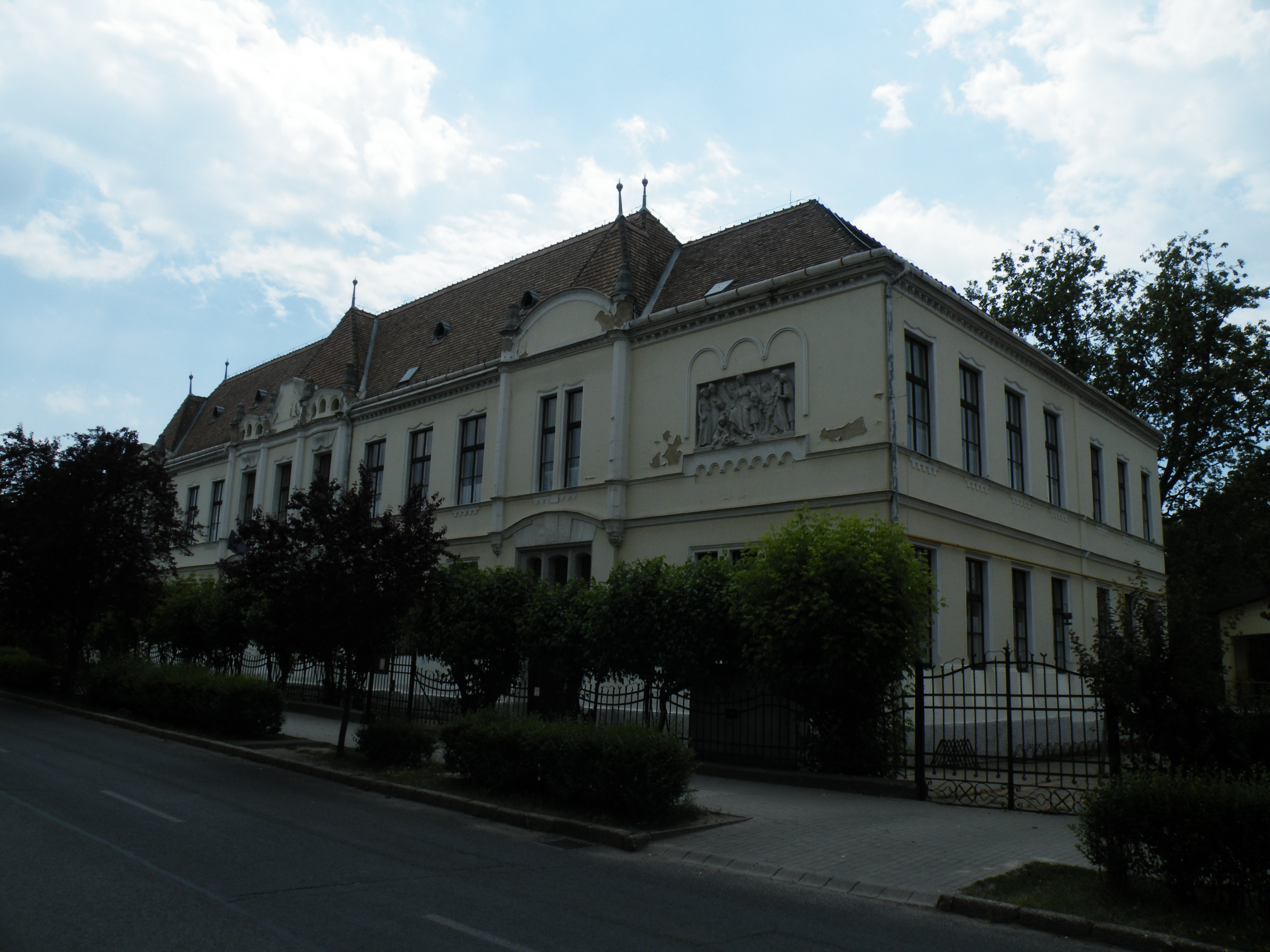
Kiss Árpád Általános Iskola

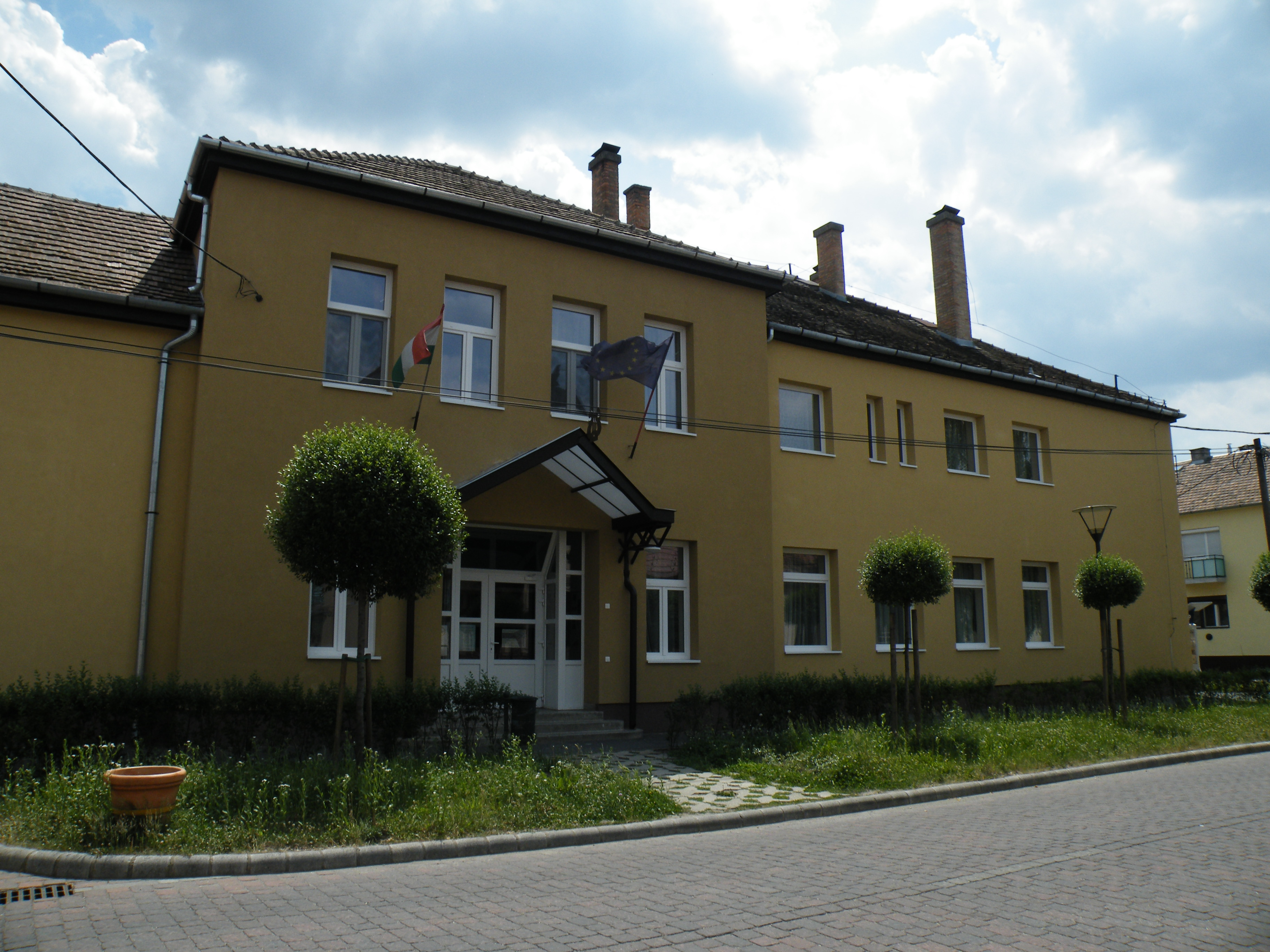
Rózsavölgyi Márk Alapfokú Művészeti Iskola

A városban öt általános iskola, hét középiskola, egy művészeti iskola és egy kollégium működik. A három önkormányzati tulajdonú általános iskolát a kiadások csökkentése érdekében 2007-ben összevonták. A város költségvetési hiányának csökkentése érdekében Nógrád megye 2011. július 1-jén két középiskolát és egy kollégiumot átvett az önkormányzattól, 200 millió forint körüli hiányt okozva a megye költségvetésében. A KLIK a tulajdonában lévő három összevont általános iskolát a 2014/15-ös tanévtől újra önállósította. 2016-tól már csak a Madách Kollégium működik a városban, a Szalézi Kollégiumot a fenntartó váci egyházmegye átalakította a Szent Imre Keresztény Általános Iskola épületévé, amiben az iskola alsó tagozatosai kapnak helyet. A Váci Egyházmegye Ordináriusa 2017. szeptember 1-jével módosította az iskola nevét Szent Imre Katolikus Általános Iskola és Gimnáziumra.
Általános iskolák
- Kiss Árpád Általános Iskola
- Dózsa György Általános Iskola
- Szabó Lőrinc Általános Iskola
- Szent Imre Katolikus Általános Iskola és Gimnázium
- Mosoly EGYMI

Középiskolák
- Balassi Bálint Gimnázium
- Nógrád Megyei SZC Szent-Györgyi Albert Technikum
- Nógrád Megyei SZC Mikszáth Kálmán Technikum és Szakképző Iskola
- Nógrád Megyei SZC Szondi György Technikum és Szakképző Iskola
- Szent Imre Katolikus Általános Iskola és Gimnázium
- Mosoly EGYMI

Művészeti iskolák
- Rózsavölgyi Márk Alapfokú Művészeti Iskola

Kollégiumok
- Madách Imre Kollégium

## Kultúra

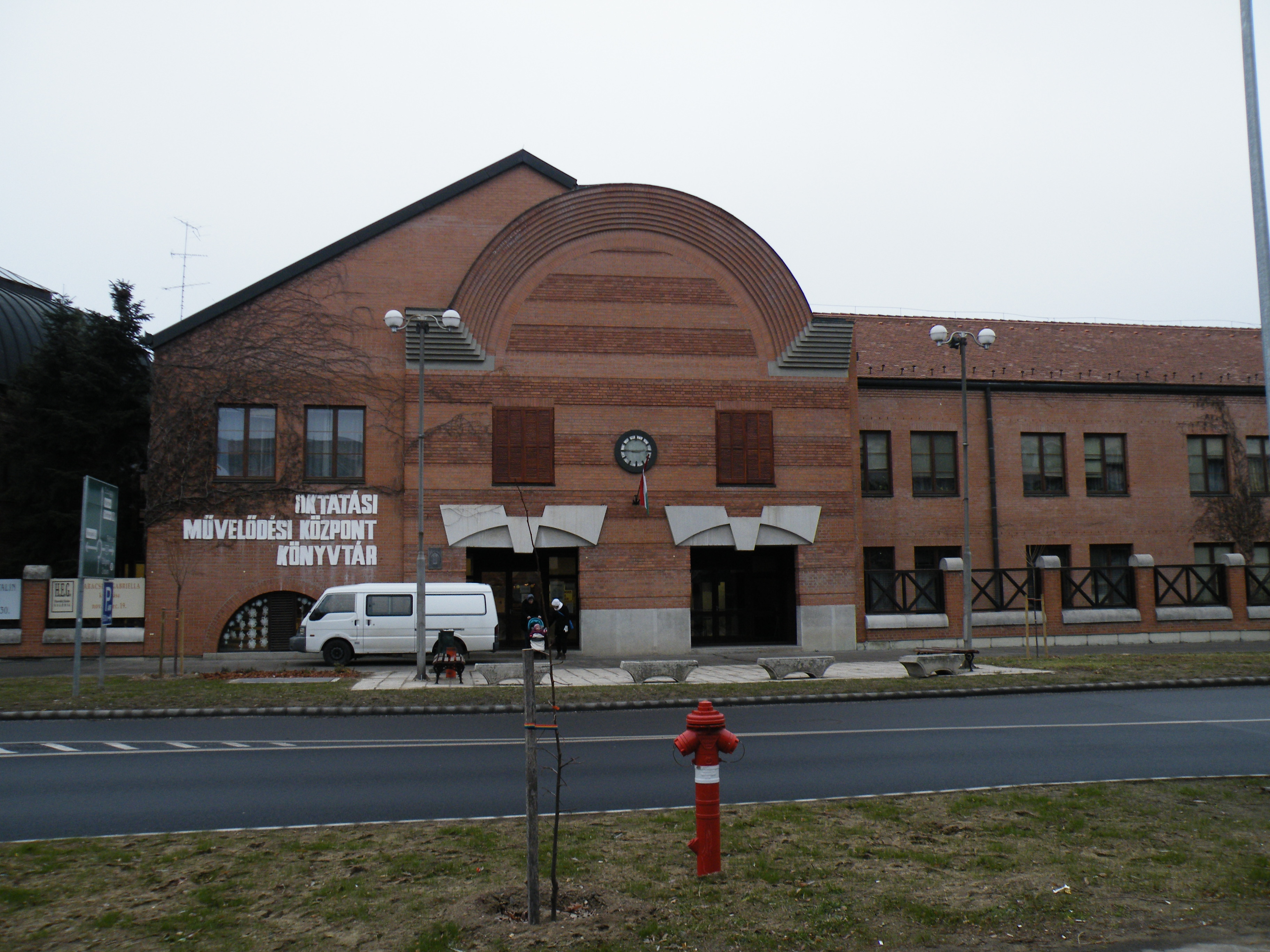
Mikszáth Kálmán Művelődési Központ

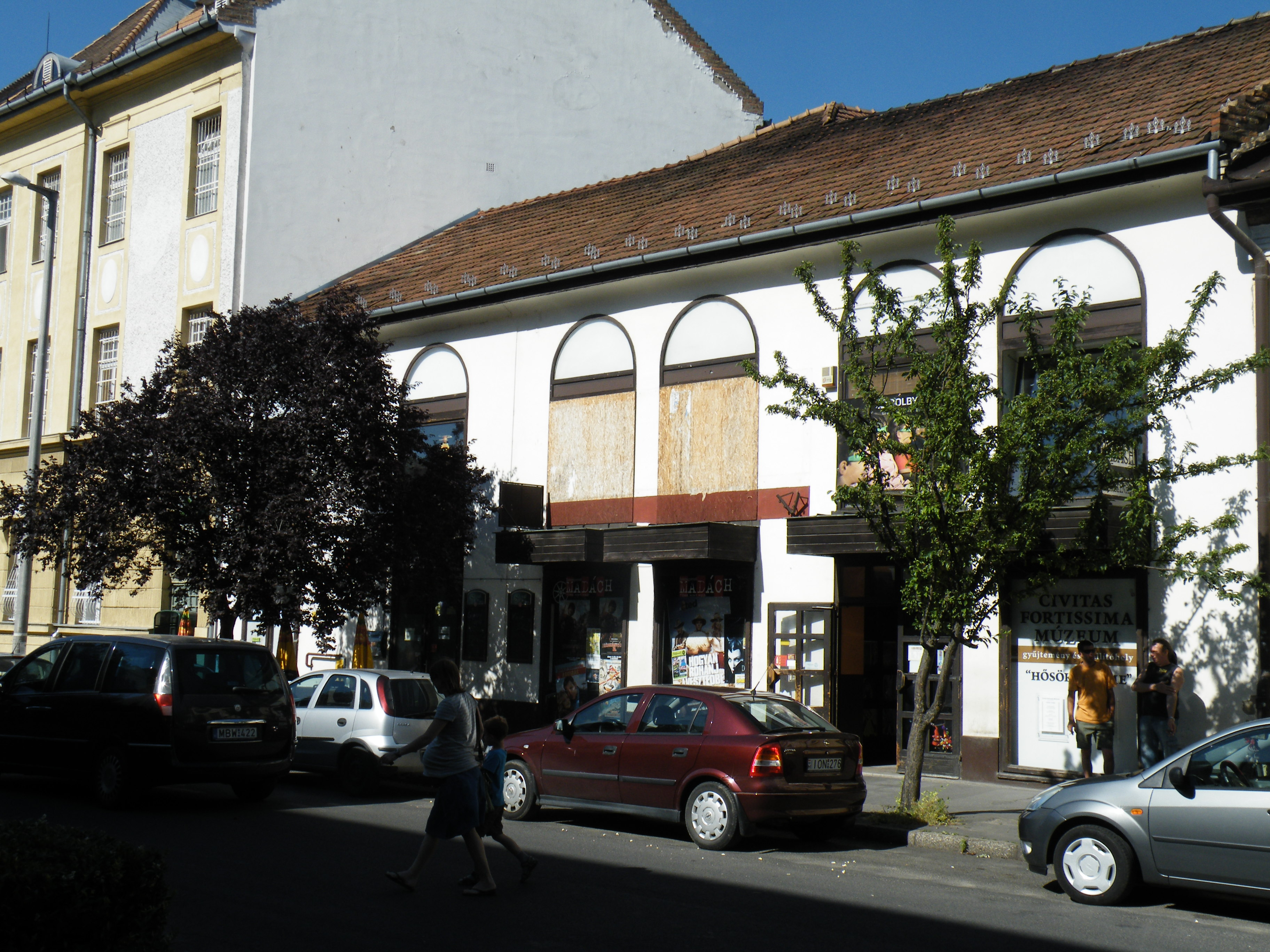
Madách Filmszínház

Balassagyarmat nevezetessége a hagyományos palóc kultúra, ezért is kaphatta Mikszáth Kálmántól a „Palócország fővárosa” elnevezést.

### Kulturális intézmények
- Palóc Múzeum
- Civitas Fortissima Múzeum
- Pannónia Motorkerékpár Múzeum
- 1. Kerékpár Múzeum
- Mikszáth Kálmán Művelődési Központ
- Madách Imre Városi Könyvtár
- Jánossy Képtár
- Horváth Endre Galéria
- Szerbtemplom Galéria
- Tornay Galéria
- Palóc Színpad
- Madách Filmszínház
- Artéria Galéria és klub

### Rendezvények
Kulturális rendezvények

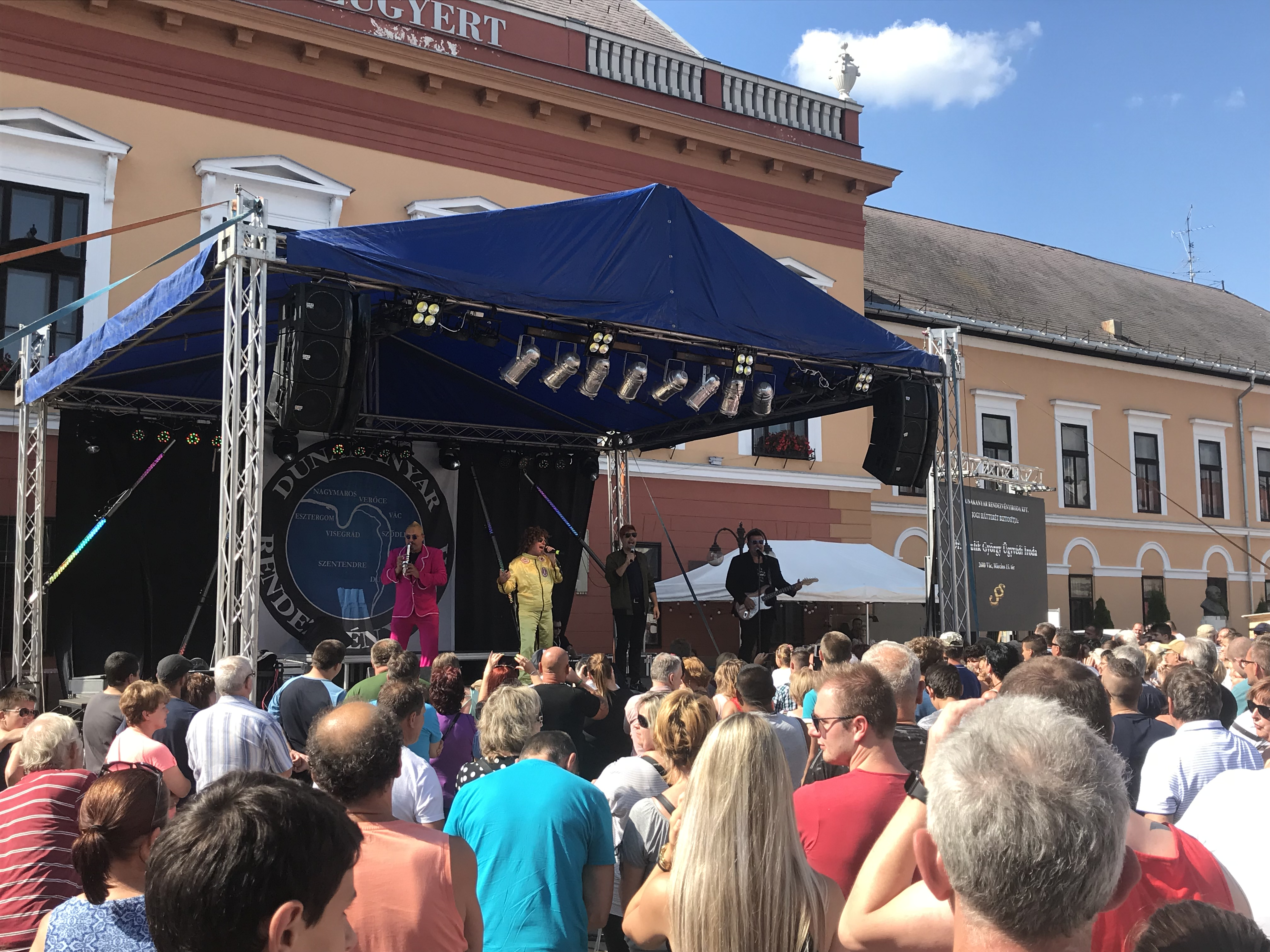
Irigy Hónaljmirigy koncert a Belvárosi Sörünnepen

- Madách Imre Irodalmi és Színjátszó Napok (január)

Január két napján a városban rendezik meg a Madách Imre Irodalmi és Színjátszó Napokat. A színházi fesztiválra az ország különböző városaiból érkeznek színjátszó csapatok.
- Megyei Madách-ünnepség (január)

Balassagyarmaton rendezik meg évente a megyei Madách ünnepséget. Az ünnepséget a főtéri Madách-szobornál és a Mikszáth Kálmán Művelődési Központban tartják, és ekkor adják át a Madách- és Horváth Endre-díjakat, a megye kulturális életében legeredményesebben közreműködőknek.
- Civitas Fortissima városünnep (január 29.)

Minden év januárjában a városiak megünneplik az 1919-es csehkiverés évfordulóját. Emlékére felvonulást tart a Civitas Fortissima Egyesület. Ezen a napon osztják ki a Balassagyarmatért emlékérmet és a díszpolgári címet.
- Költészet napja (április 11.)

Balassagyarmaton is megünneplik a magyar költészet napját. Az ünnepségen különböző programokat rendeznek a városban.
- Ujjé a ligetben! (május)

Májusban a Palóc ligetben, a Palóc Színpadon belvárosi majálist rendeznek évente. Az eseményen több zenekar is fel szokott lépni.
- LigiPop (júniustól augusztusig)

A 2017-ben indított, évente megrendezett koncertsorozaton a rock & roll, indie, surf rock és free jazz műfajok képviselői lépnek fel. Az elnevezés az eseménynek helyet adó Palóc ligetre és Iggy Popra utal.
- Diákjuniális (június)

Évente a tanév utolsó napján a város középiskolái által választott képviselők egy napra átveszik jelképesen a város irányítását.
- Múzeumok Éjszakája (június)

A városban is megtartják az évente a Múzeumok Éjszakáját. A programhoz legalább egyszer már csatlakozott a Palóc Múzeum, a városi börtön és a Pannónia Motorkerékpár Múzeum.
- Belvárosi Sörünnep (július)

Nógrád vármegye legnagyobb zenés és gasztronómiai fesztiválja, 1997 és 2017 között Sörfesztivál néven.
- Anna-napi palóc búcsú (július vége)

Minden évben Anna napján tartják az Anna napi palóc búcsút, mely egyben alkalmat szolgáltat a palóc kultúra népszerűsítésére is.
- Óváros téri utcabál (szeptember)

2013 óta évente rendeznek zenés utcabált és gasztronómiai vásárt az Óváros téren felelevenítve, hogy korábban a város piaca az Óváros téren helyezkedett el.
- Balassagyarmat Barátai társaság találkozója (szeptember)

1986 óta minden évben Budapesten a BM Duna Palotájában találkozót rendez a Balassagyarmat Barátai társaság a Balassagyarmatról, illetve annak környékéről elszármazóknak.
- Adventi Vásár (december)

Az adventi időszak alatt Balassagyarmaton is megrendezik az Adventi Vásárt a bíróság és a városháza előtti korzón.
- JazzOn! (december)

2015 óta az év utolsó napjaiban Balassagyarmaton rendezik meg a JazzOn! elnevezésű dzsesszfesztivált a Mikszáth Kálmán Művelődési Központban.
- Koncertek a zenepavilonban (tavasztól őszig)
- Zenei koncertek a művészeti iskolában

A Rózsavölgyi Márk Alapfokú Művészetoktatási Intézmény rendszeresen szervez koncerteket az év folyamán. Nemzetközi hírű a több, mint egy évtizede minden nyáron megrendezésre kerülő „Zene határok nélkül” című rendezvény, melyen számos ország fiatal zenésze vesz részt.
Sportrendezvények
- Cserhát Tour (május)

A Cserhát Tour (korábban Aranycsengő) országúti kerékpárversenyt már 22 éve rendezik meg három távon (10, 37, 80 km) Balassagyarmat és Garáb közötti szakaszon.
- Palóc Triatlon (július vagy augusztus)

A városhoz tartozó Nyírjesben kerül megrendezésre évente a Palóc Triatlon nevű sportgála.
- „Bátrak Versenye” (szeptember)

A város több alkalommal felelevenítette a 70-es évek végéig évi rendszerességgel megrendezett motorversenyek hagyományát.
- Mozdulj Gyarmat (október)

„Mozdulj Gyarmat!" elnevezéssel rendeznek sportnapot a városban. A rendezvény résztvevői kocogva, vagy kerékpárral indulhatnak el a Kenessey Albert Kórháztól a városi sportcsarnokig, ahol szabadtéri és fedett sportprogramok várják az érdeklődőket.
Együttesek
- Alternatíva (feloszlott)
- Latte Maffiato
- Csalogató Együttes
- Retro Rock Band
- Kamaraegyüttes
- Kinopuskin
- No Future [60]
- Sugera Bugera Band
- Ravatal (feloszlott) [61]

### Média
Televízió
- Gyarmati Televízió
- Ipoly TV

Rádió
- Megafon FM

Újságok
- Gyarmati Hírek
- Nógrád Megyei Hírlap
- Nógrádi Műsor Magazin
- Palóc Infó

## Látnivalók

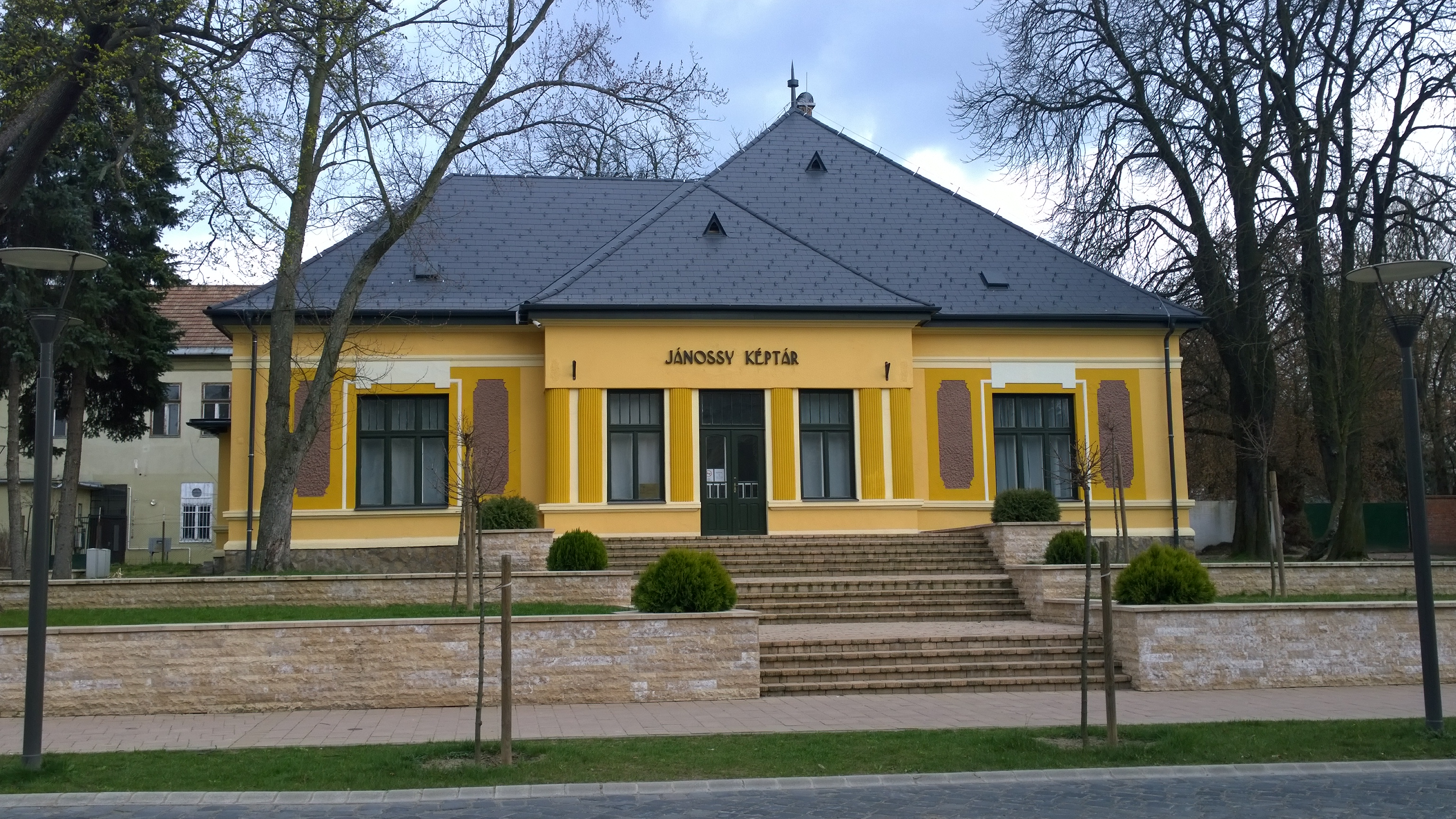
Jánossy Képtár épülete a főtéren

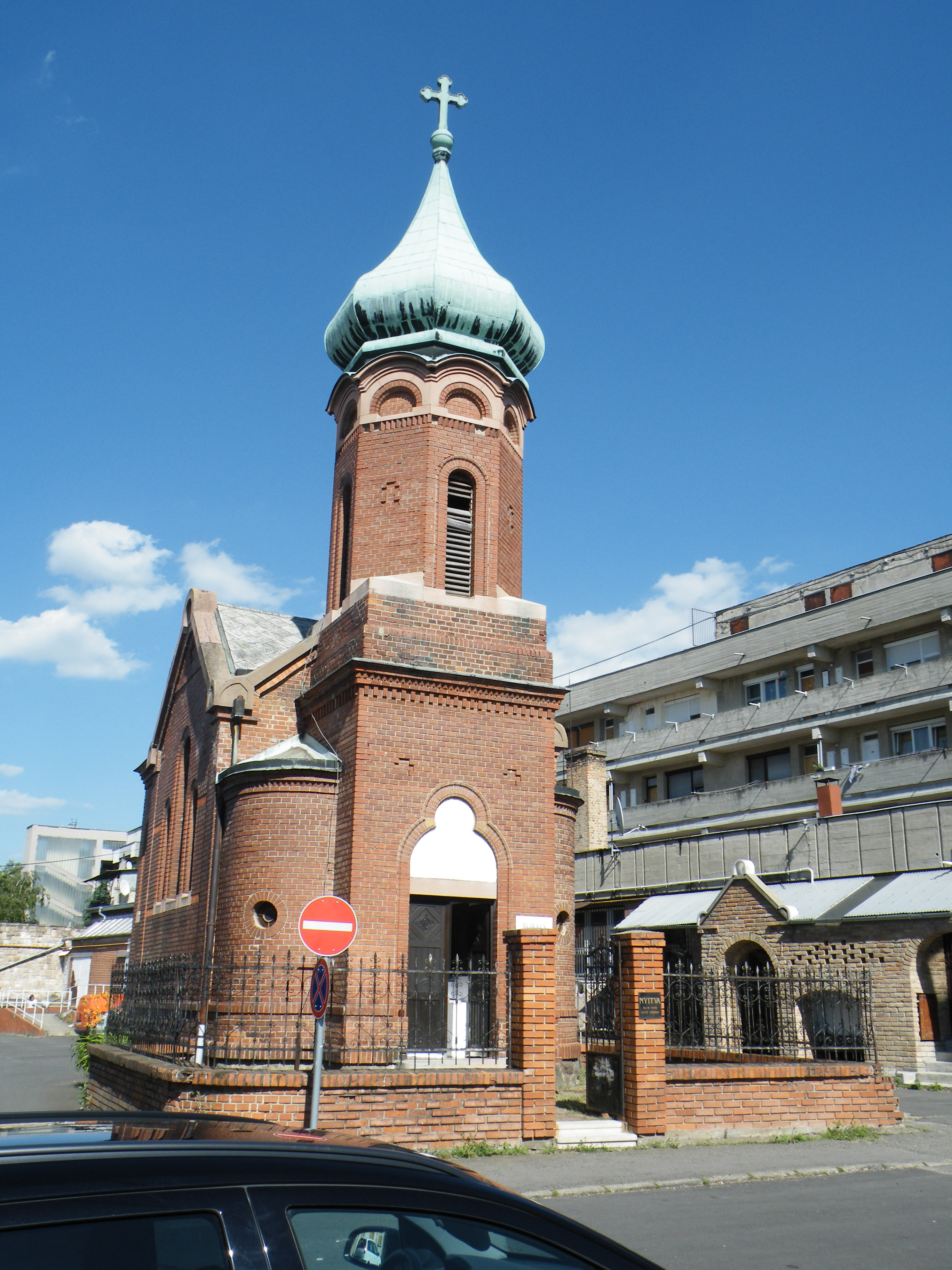
Szerbtemplom a Szerb utcában

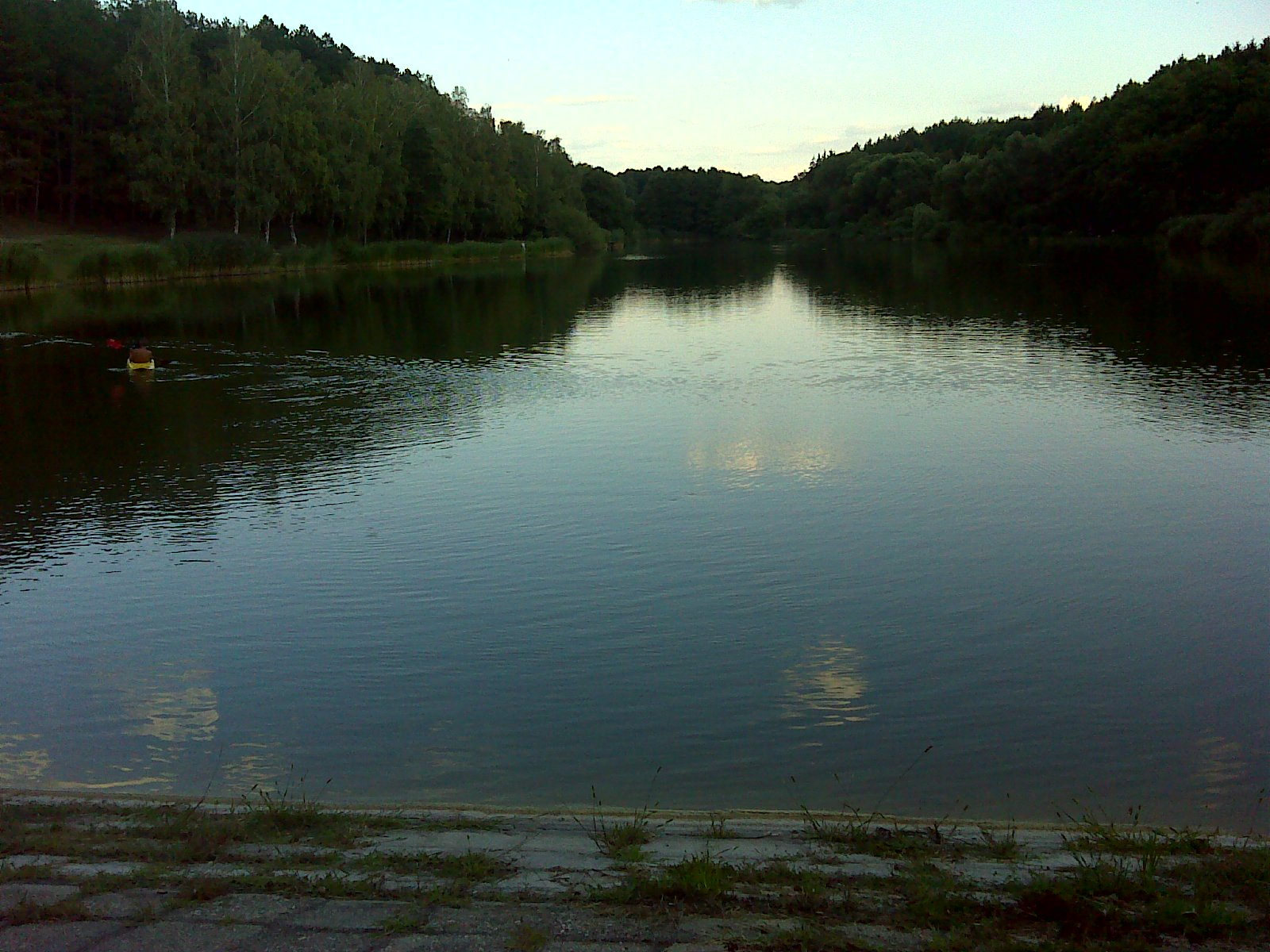
Nyírjesi horgásztó

A volt vármegyeháza épületében (Civitas Fortissima tér 2.) turista-információs szolgálat működik.
- Palóc Múzeum és skanzen (néprajzi gyűjtemény) (Palóc liget 1.)
- Civitas Fortissima Múzeum (Széchenyi utca 13.)
- Pannónia Motorkerékpár Múzeum (Kossuth Lajos út 1.)
- Egykori vármegyeháza – klasszicista, Kasselik Ferenc tervei alapján 1832–1835 között épült épület (Civitas Fortissima tér 2.)
- A Városháza épülete (Rákóczi fejedelem útja 12.)
- Jánossy Képtár – kortárs képzőművészeti gyűjtemény (Civitas Fortissima tér 5.)
- Tornay Galéria (Rákóczi fejedelem út 27.)
- Csillagház – klasszicista épület, helytörténeti gyűjtemény (Rákóczi fejedelem útja 107.)
- Horváth Endre Galéria – időszaki kiállítások (Mikszáth Kálmán Művelődési Központ, Rákóczi fejedelem útja 50.)
- Szerbtemplom – 1911-ben épült klasszicista épület,[62] időszaki kiállítások (Szerb utca 5.)
- Ipoly-menti Zsidó Gyűjtemény és Imaház (Hunyadi utca 24.)
- Palóc liget, botanikai ritkaságokkal
- Nyírjesi tavak – horgászat, védett erdők és források
- Nyírjesi Füvészkert és Vadaspark
- Éger láp természetvédelmi tanösvény
- Ipoly folyó, horgászparadicsom
- Balassagyarmat szobrai és emlékművei
- A volt Pénzügyi palota épülete (Bajcsy-Zsilinszky utca 6.)
- Csendőrségi palota (Bajcsy-Zsilinszky utca 18.)
- Balassagyarmati Törvényszék (Köztársaság tér 2.)
- Balassagyarmati börtön (Madách utca 2.)
- Mikszáth Kálmán lakóháza (Madách utca 8.)
- Szabó Lőrinc lakóháza (Szabó Lőrinc utca 10.)
- Barokk emeletes polgárházak – 1780 körül (Rákóczi fejedelem útja)
- Szecessziós villasor – 1910 körül (Bajcsy-Zsilinszky utca)
- Az angolkisasszonyok egykori zárdája (Civitas Fortissima tér 7.)
- Egykori Balassa Szálloda (klasszicista, Petőfi Sándor kétszer is megszállt itt; Rákóczi fejedelem útja 39.)
- Műemlék ortodox zsidó temető (Temető utca 6.)

### Templomok
- Református templom (neogótikus, 1904-ben épült, Ady Endre utca 17-19.)
- Balassagyarmati evangélikus templom (barokk, 1785–1786 között, tornya 1793–1794 között épült; Kossuth Lajos út 36–38.)
- Bosco Szent János szalézi rendház és templom (1935; Kossuth Lajos út 41.)
- Római katolikus Szentháromság-templom (barokk, 1740–1746 között épült; Rákóczi fejedelem útja 20.)
- Mária a Szentlélek Mátkája templom (1995–1998 között épült; Perczel Mór – Honti utca sarka)
- Görögkeleti szerb templom, kiállítóterem, Szerb utca 5.

## Sport

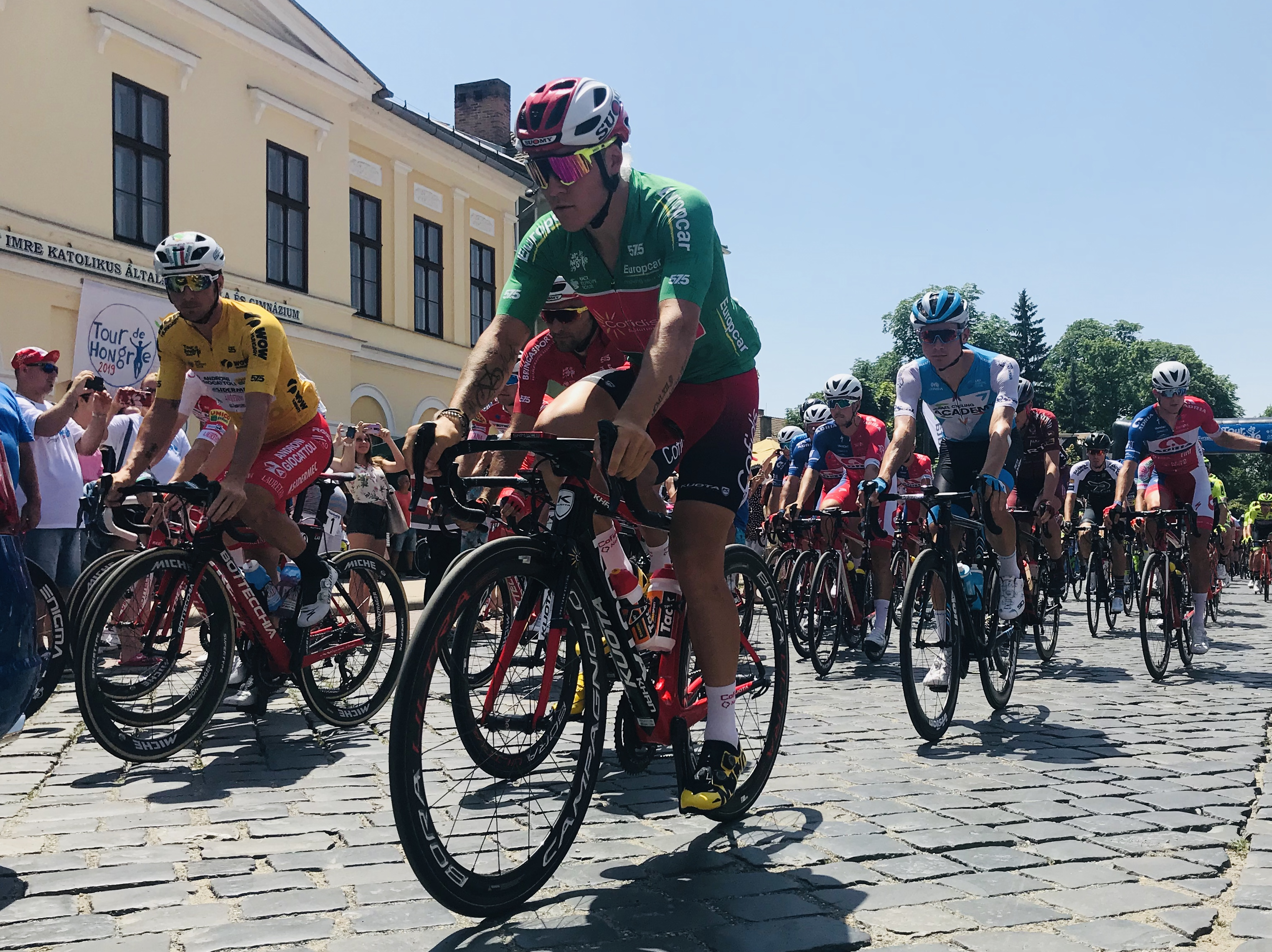
A 2019-es Tour de Hongrie mezőnyének indulása

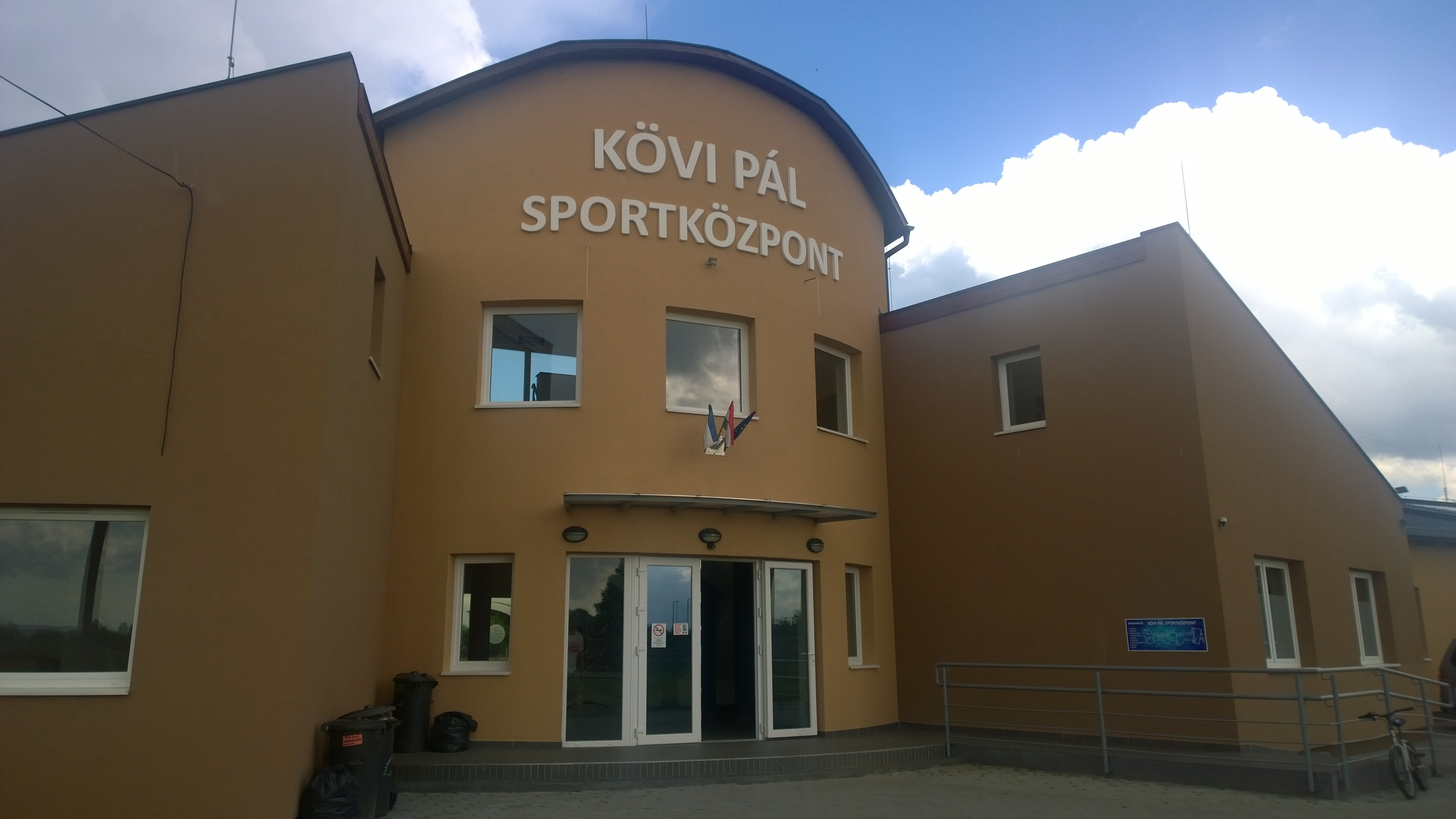
Kövi Pál Sportközpont

Balassagyarmaton ez egyik legjelentősebb sportág a labdarúgás, három felnőtt labdarúgócsapat is van a városban. Az egyik az 1902-ben alapított – ezzel az egyik legidősebb labdarúgócsapat az országban, a magasabb osztályokban játszó klubok közül csak a Ferencváros, az Újpest és az MTK előzi meg –, magyar labdarúgó-bajnokság harmadosztályában, a Keleti csoportban játszó Balassagyarmati VSE, a másik a 2014-ben alapított, vármegye II-es Balassagyarmati Sport Club, a harmadik pedig a 2016-ban alapított, vármegyei harmadosztályos Günter LSE.
Másik legnépszerűbb sport a kézilabda, melynek városi képviselője az 1969-ben alapított Balassagyarmati Kábel SE. A Kábel jelenleg az NB I B csoportjában játszik.
Futball és kézilabdán kívül a városi sportegyesületek lehetőséget adnak többek között triatlon, duatlon strandröplabda, atlétika, látványtánc, karate, hegymászás, versenykerékpár és tájfutás űzéséhez.

### Híres sportolók
- Kovács Dusán (atléta)
- Pintér Ádám (labdarúgó)
- Garamvölgyi Eszter (strandkézilabda)
- Barján Bianka (kézilabda)

### Sportcsapatok
- Balassagyarmati VSE
- Balassagyarmat Kábel SE
- Balassagyarmati Sport Club
- Günter LSE
- BADISZ VSE
- Balassagyarmati Hegymászó Klub
- Balassagyarmati Karate Sportegyesület
- Balassagyarmati Tenisz Egyesület
- Kiss Árpád Verseny és Diáksport Egyesület
- Palóc Farkasok
- Palóc Pumák Kézilabda Sportegyesület
- Vitalitás SE

### Sportlétesítmények
- Nagyligeti Sporttelep
- Kövi Pál Sportközpont
- Vizy Zsigmond úti Sporttelep
- Révész László Tanuszoda

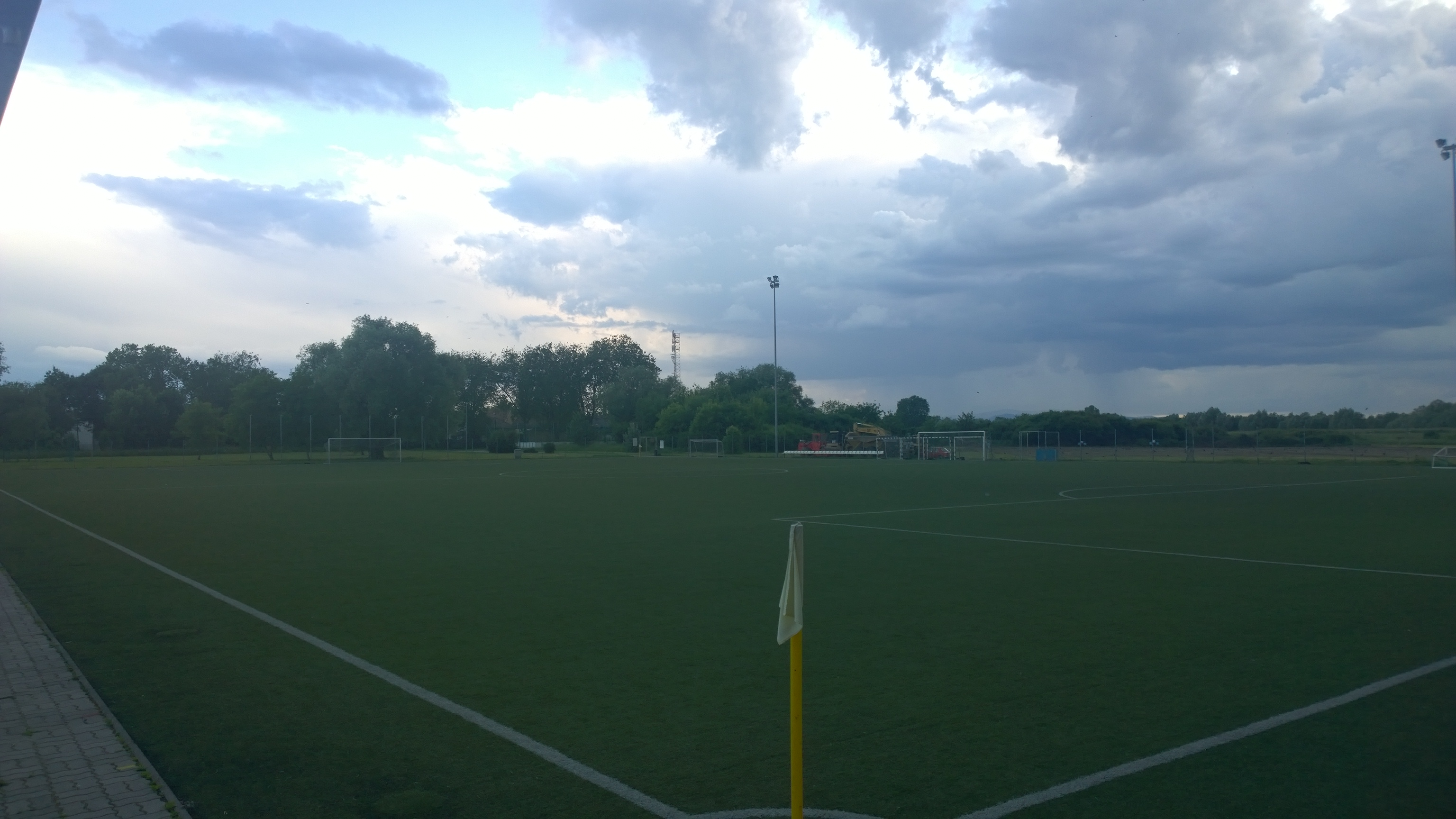
Műfüves labdarúgópálya

- Ipoly-parti sport- és szabadidőcentrum
- Tóth László Teniszcentrum
- Városi Strandfürdő

## Testvérvárosok
| Város         | Ország        | Kapcsolat jellege       |
| ------------- | ------------- | ----------------------- |
| Dés           | Románia       | Testvérvárosi kapcsolat |
| Heimenkirch   | Németország   | Testvérvárosi kapcsolat |
| Ostrołęka     | Lengyelország | Testvérvárosi kapcsolat |
| Lamezia Terme | Olaszország   | Testvérvárosi kapcsolat |
| Tótgyarmat    | Szlovákia     | Partnertelepülés        |
| Szolyva       | Ukrajna       | Kulturális kapcsolat    |
| Pavia         | Olaszország   | Kulturális kapcsolat    |

## Híres balassagyarmatiak
- Bognár Gyöngyvér (1972) Jászai Mari-díjas színésznő
- Eszményi Viktória (1951) énekesnő
- Gáspár Laci (1979) énekes
- Horváth Endre (1896–1954) grafikus, bankjegy-tervező
- Huszár Aladár (1885–1945) Nógrád-Hont, Esztergom-Komárom vármegye ispánja, majd Budapest főpolgármestere
- Jobbágy Károly (1921–1998) kétszeres József Attila-díjas költő, műfordító
- Jurányi Anna (1947) újságíró, televíziós szerkesztő-riporter, műsorvezető
- Lévai Sándor (1930–1997) bábművész, báb- és díszlettervező, a Süsü, a sárkány című animációs filmsorozatban Süsü tervezője
- Lévavári Béla (1885-1953) festőművész, fotóművész
- Madách Imre (1823–1864) drámaíró
- Markó Iván (1947–2022) Kossuth-díjas magyar táncművész, koreográfus, balettigazgató, érdemes művész
- Mikszáth Kálmán (1847–1910) író
- Nagy Iván (1824–1898) genealógus, heraldikus, történész
- Niklesz Ildikó (1957) bábművész, színésznő
- Oravecz Edit (1961) színésznő
- Patassy Tibor (1925–2011) kétszeres Jászai Mari-díjas magyar színész, Érdemes Művész
- Párkányi Raab Péter (1967) szobrászművész
- Pintér Ádám (1988) magyar válogatott labdarúgó
- Rédey Katalin (1947-2025) statisztikus
- Szabó Lőrinc (1900–1957) költő
- Szatmári Orsolya (1975) énekesnő
- Telek Balázs (1974–2015) fotóművész
- Ifj. Telek Zoltán (1967) festőművész
- Tildy Zoltán (1889–1961) köztársasági elnök
- Tormay Cécile (1876–1937) író, műfordító
- Zórád Ernő (1911–2004) képregényrajzoló, festő, grafikus, illusztrátor, karikaturista, iparművész, a „Precíz Bohém”
- Urbán Árpád országgyűlési képviselő

## Idézetek Balassagyarmatról
| Balassagyarmat – óh, hogy szeretem! Legszebb ott volt fiatal életem, ott nem bántott talán még semmi se (s ha bántott, rögtön gyógyult a sebe). – Szabó Lőrinc: Balassagyarmat (részlet) | Ahogyan közeledtem hozzá, Balról a vágóhíd a régi, De jobbról egy házcsoport elnémít. Ez Gyarmat? Alig ismerek rá! A régit átszövi merészen az új. Modern épületek könnyed terek… Ámulva nézem. – Jobbágy Károly: Újarcú, szelíd szülőföld (részlet) |

## Képgaléria

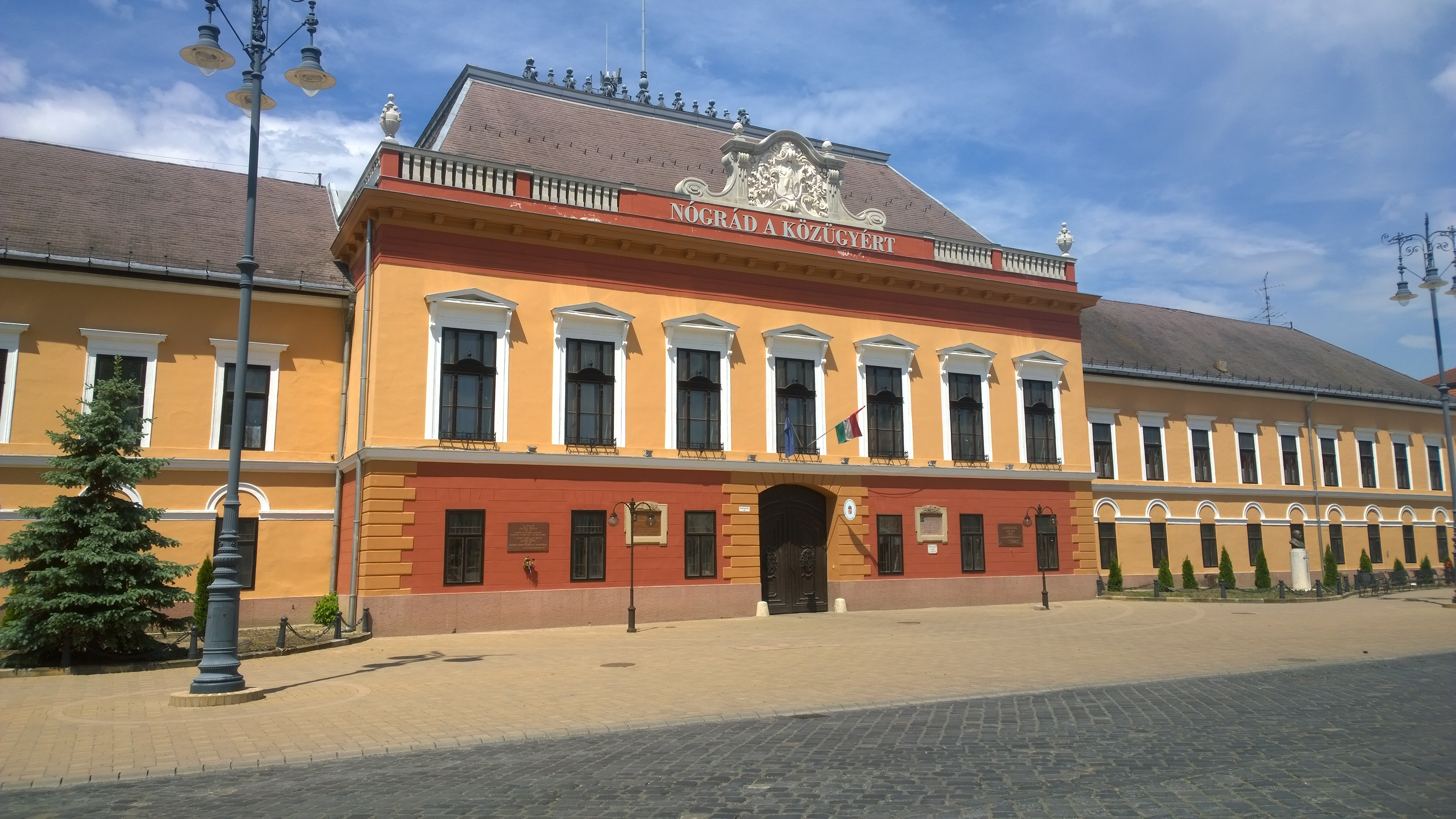
Egykori vármegyeháza
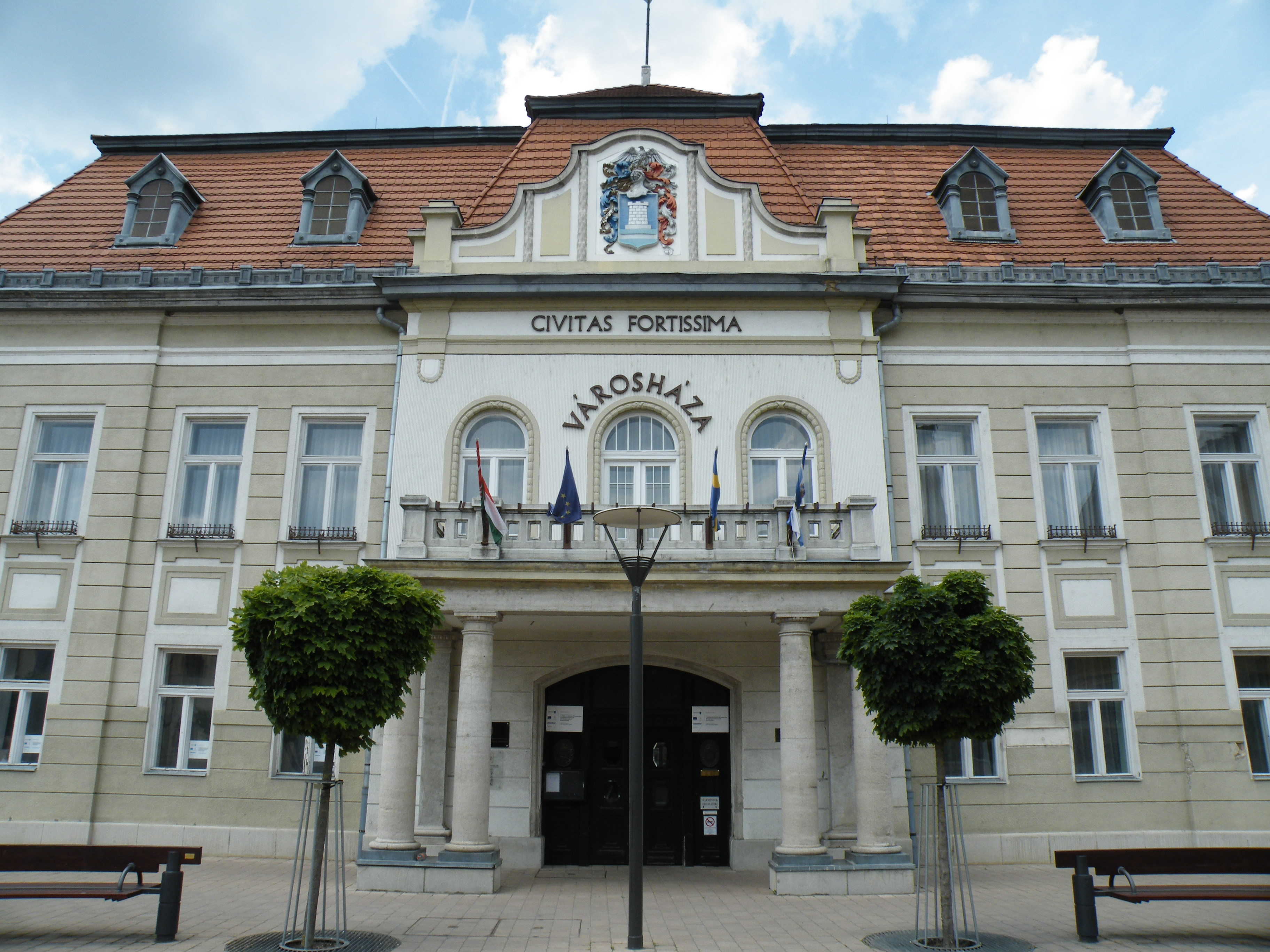
Városháza
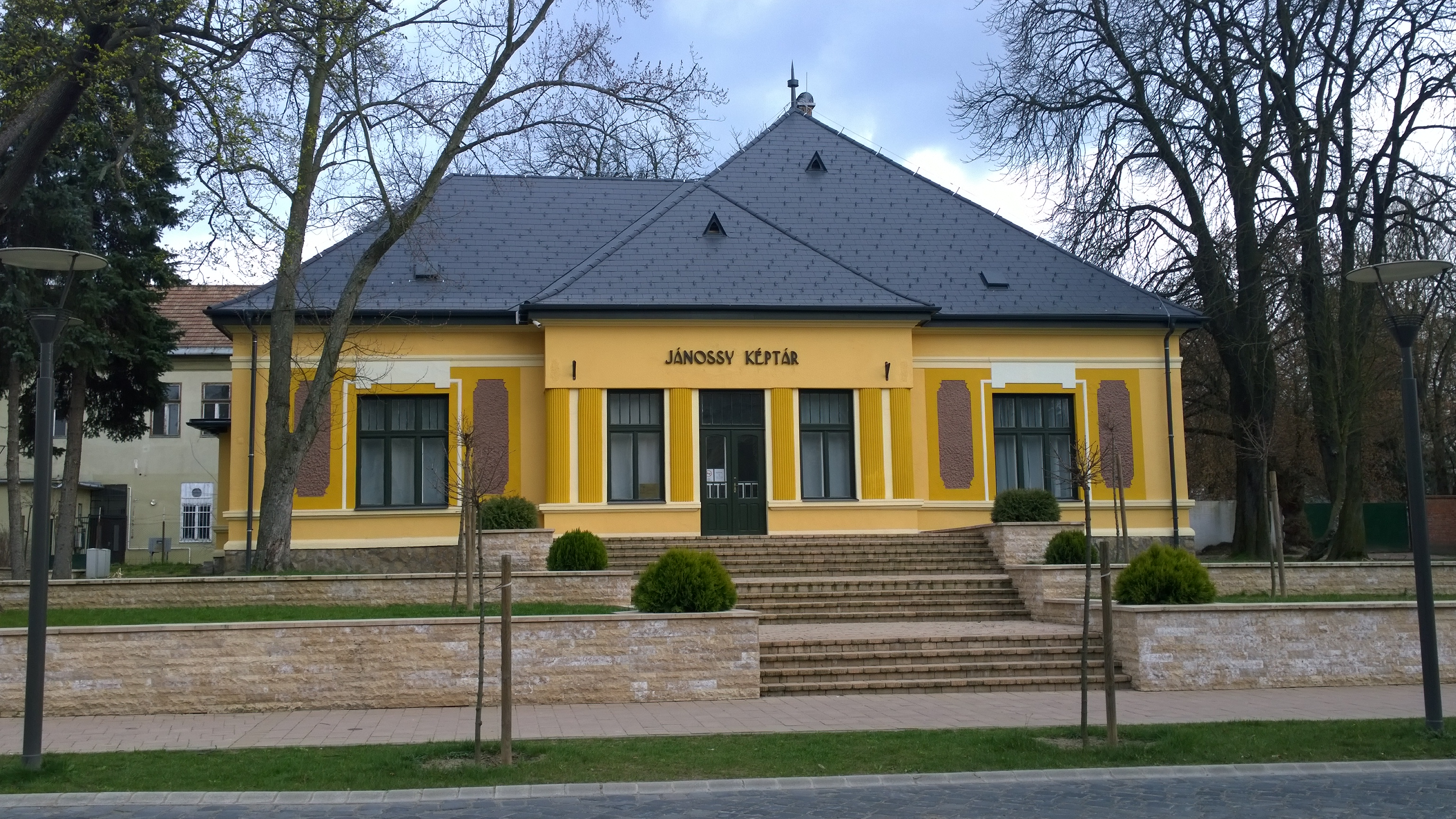
Jánossy Képtár
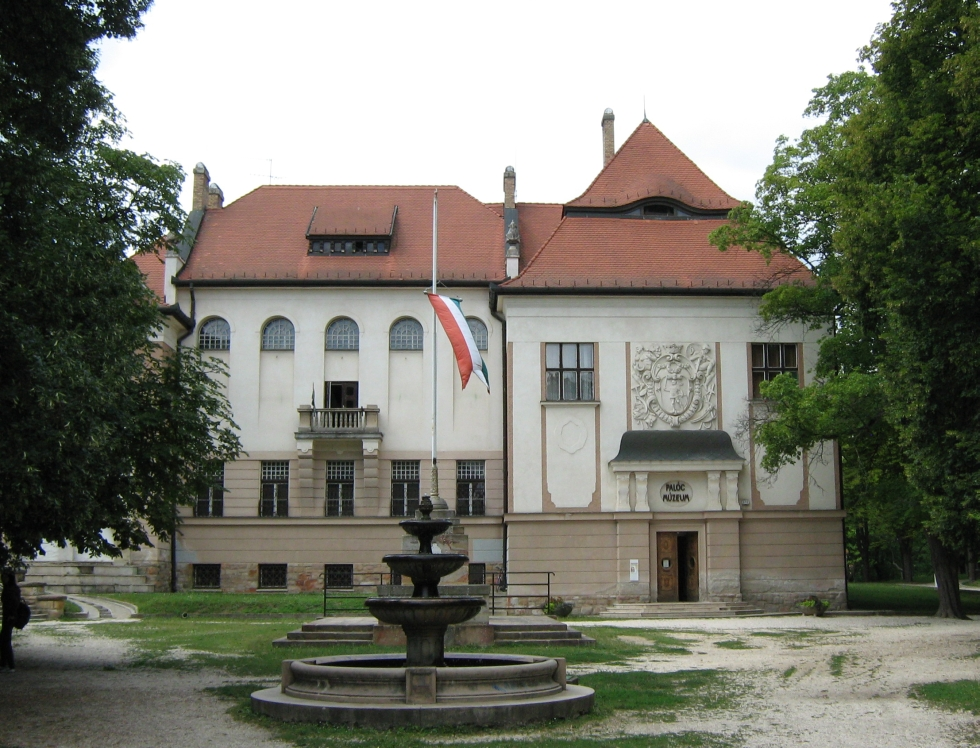
Palóc Múzeum
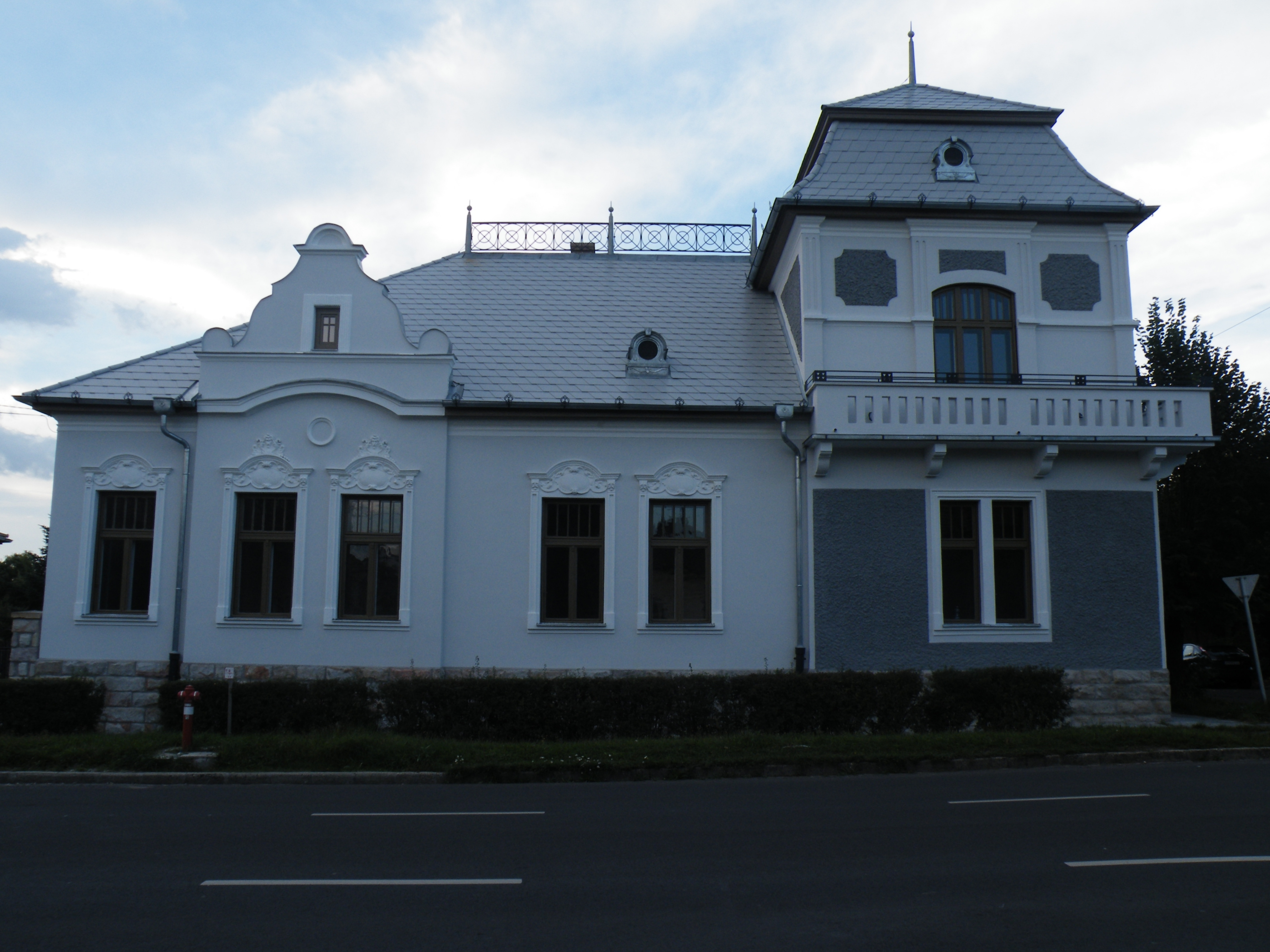
Civitas Fortissima Múzeum
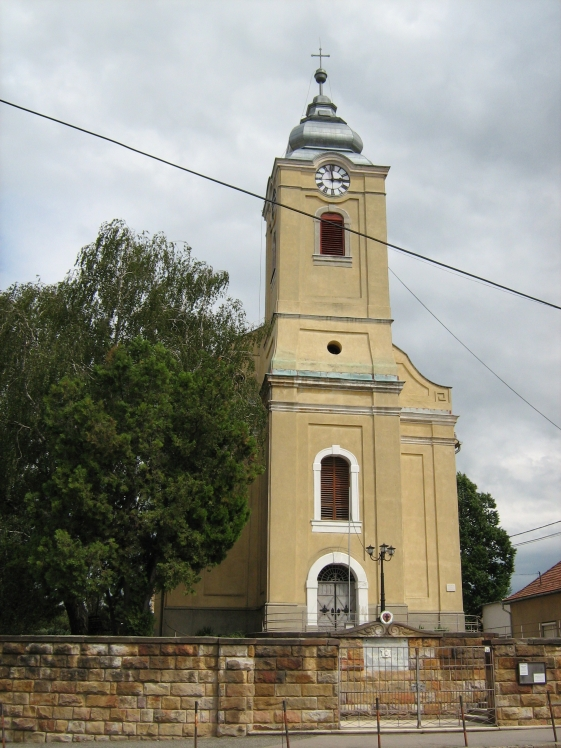
Evangélikus templom
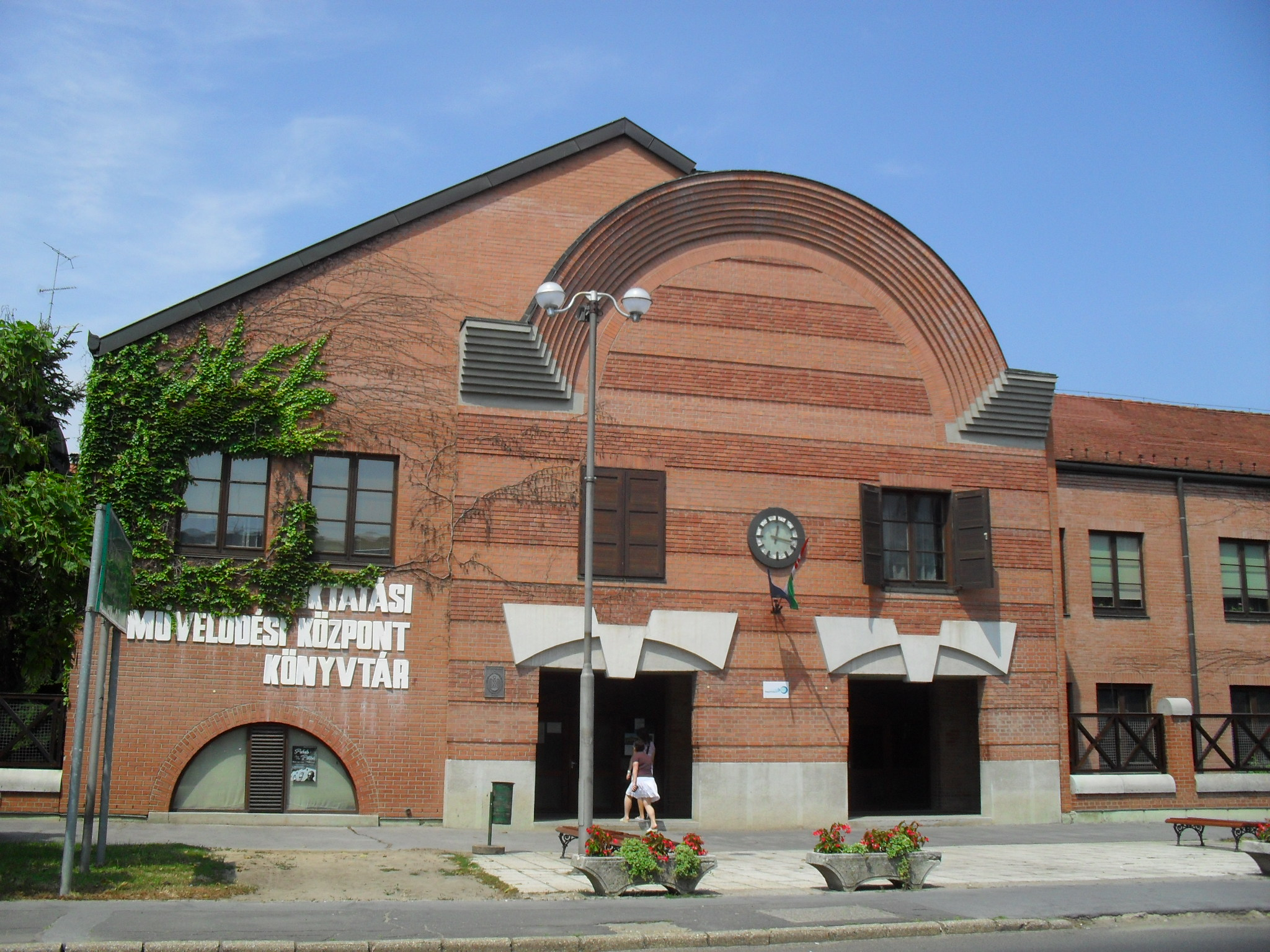
Mikszáth Kálmán Művelődési Központ
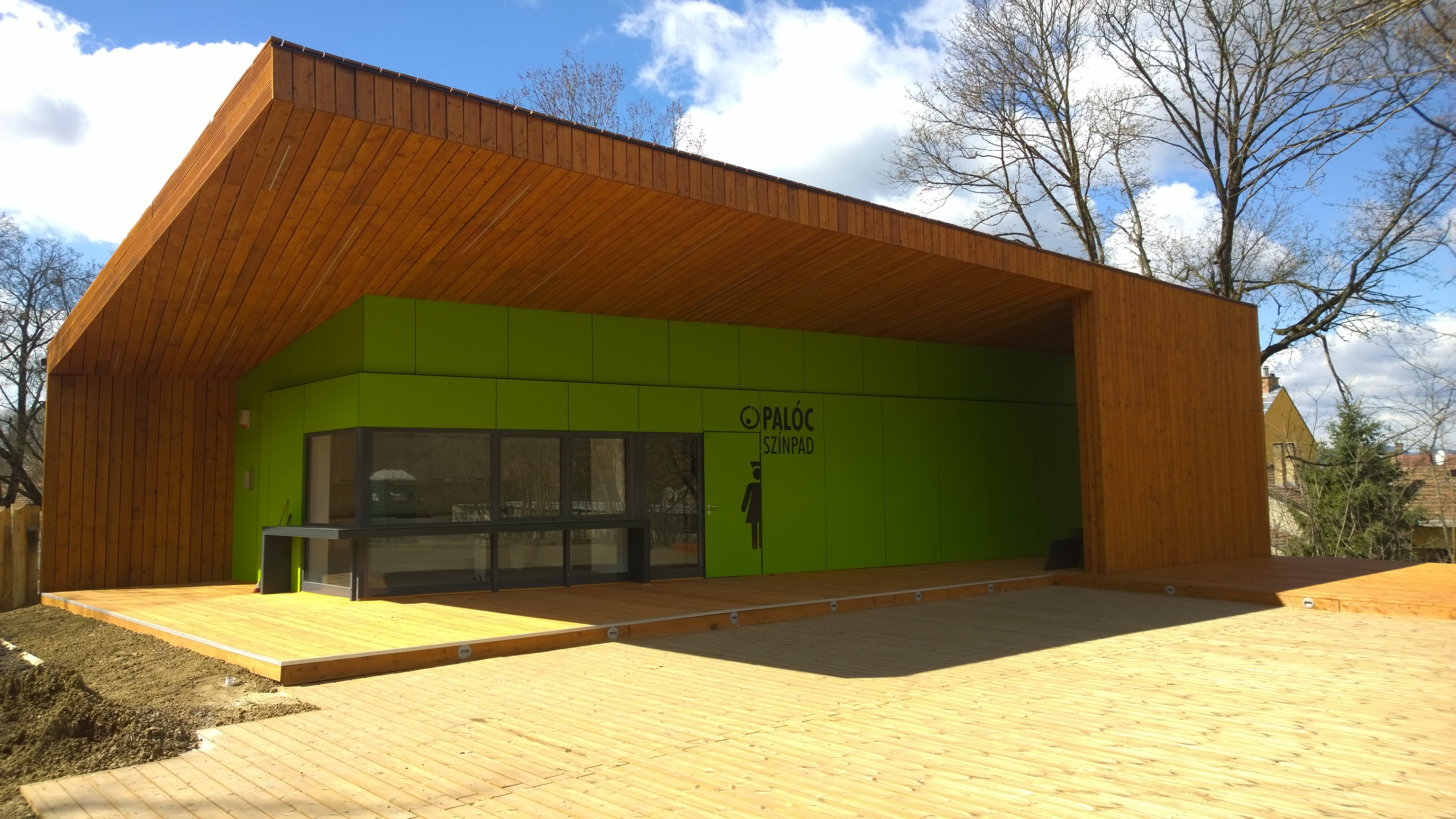
Palóc Színpad
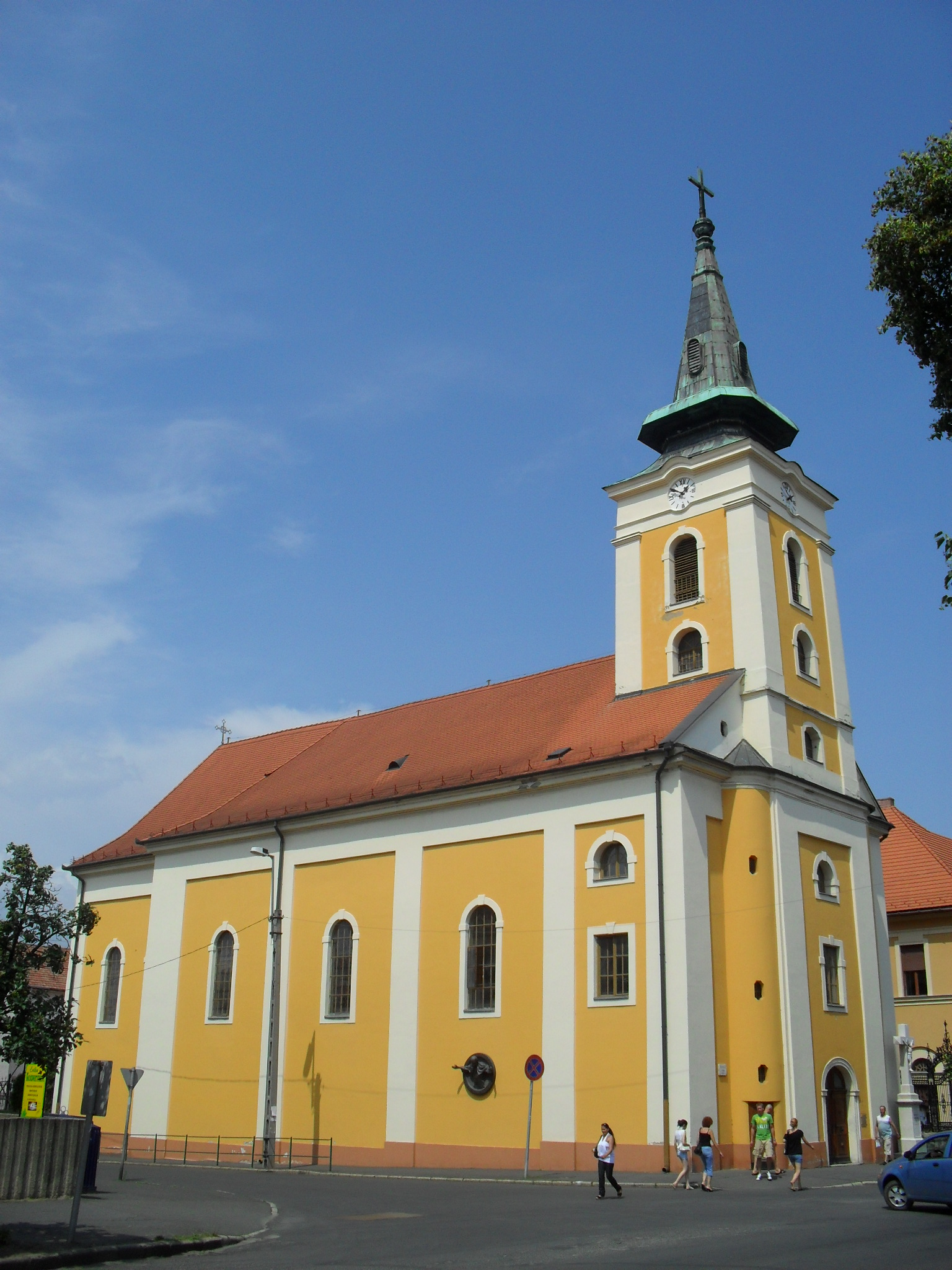
Katolikus nagytemplom
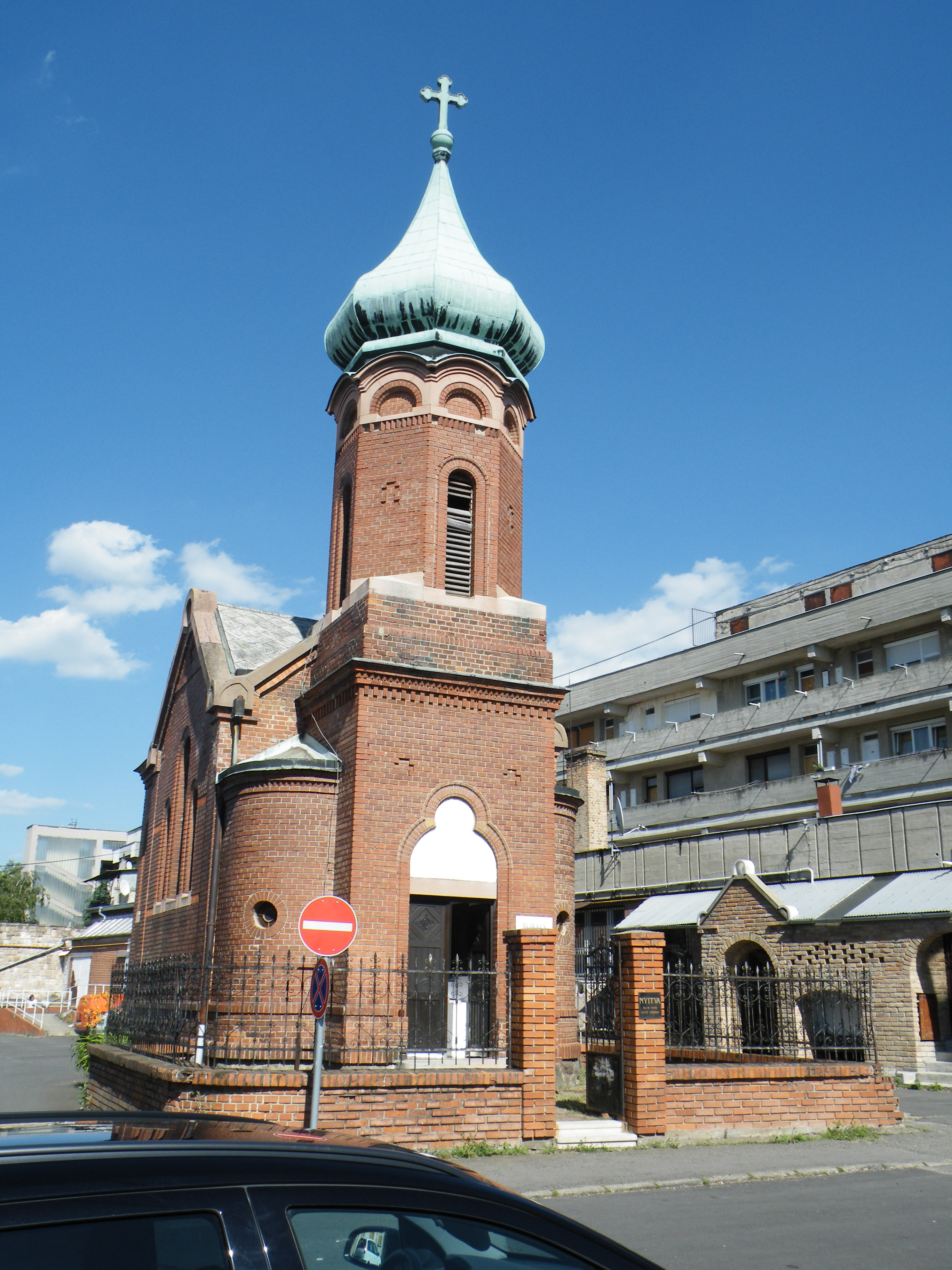
Szerbtemplom
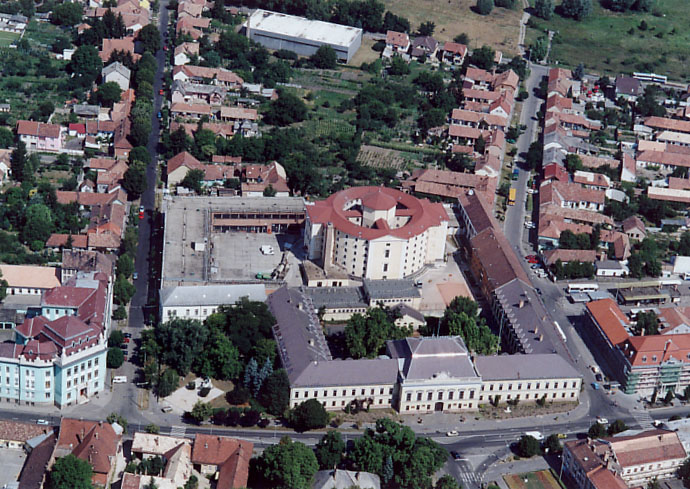
Az egykori vármegyeháza és a börtön
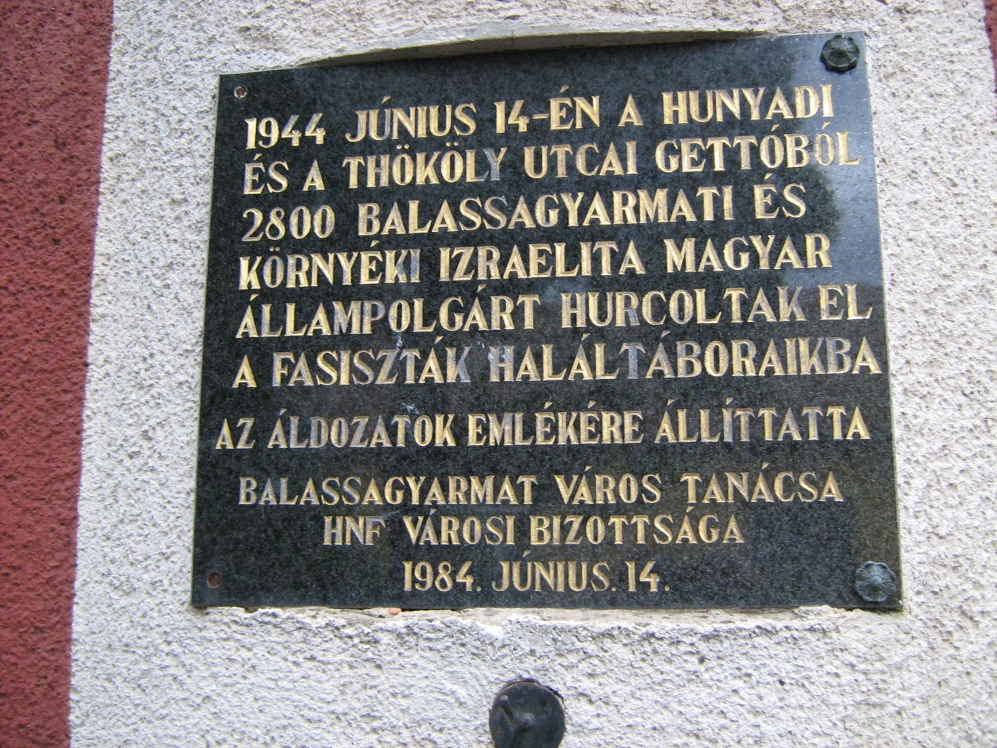
A zsinagóga emléktáblája